# Домашнее насилие

Фиолетовая лента используется для поддержки кампании против домашнего насилия

Дома́шнее наси́лие, также семе́йно-бытово́е наси́лие — насилие или дурное обращение одного человека по отношению к другому, совершаемое в домашних условиях, например, в браке или сожительстве. Также может включать насилие в отношении детей, родителей или пожилых людей. Домашнее насилие может быть названо насилием со стороны интимного партнёра, если совершается супругом или партнёром, состоящим в интимных отношениях, против другого супруга или партнёра. Домашнее насилие может иметь место и в гетеросексуальных, и в гомосексуальных отношениях, а также по отношению к бывшим супругам или партнёрам. Часто указывают, что домашнее насилие имеет целью обретение над жертвой власти и контроля. Может выражаться в форме физического, вербального, религиозного, репродуктивного, психологического, экономического и сексуального насилия, которое может варьироваться от едва различимых принудительных форм до изнасилования в браке и физического насилия, такого как удушье, избиение, нанесение увечий женским гениталиям, обливание кислотой, что приводит к обезображиванию или смерти. Бытовые убийства включают в себя побиение камнями, сожжение невесты, убийства чести, а также смерти из-за приданого.
В целом по миру жертвами домашнего насилия в подавляющем большинстве случаев являются женщины, и именно женщины, как правило, испытывают на себе более серьёзные формы насилия. Но есть мнение, что гендерный характер домашнего насилия симметричен или близок к симметрии, но всё же различен по значимости причинённого вреда. Женщины также более склонны, чем мужчины, использовать насилие к интимному партнёру в целях самообороны, хотя некоторые исследования показывают, что женщины более склонны к физическому насилию по отношению к своему партнёру в отношениях, в которых проявляет насилие только один партнёр. В некоторых странах насилие в семье часто рассматривается как оправданное, особенно в случаях фактической или предполагаемой неверности со стороны женщины, и разрешено законом. Исследования установили, что существует прямая корреляция между уровнем гендерного равенства в стране и уровнем насилия в семье, где страны с меньшим уровнем гендерного равенства испытывают более высокий уровень насилия в семье. Частота проявления домашнего насилия не зависит от гомосексуальности: и в мужских, и в женских однополых отношениях оно встречается так же часто, как и в разнополых, хотя степень его выраженности в однополых отношениях слабее.
Для домашнего насилия характерна очень высокая латентность, так как его жертвы (будь то мужчины или женщины) очень часто не обращаются в правоохранительные органы. По причине социальных стигм в отношении виктимизации мужчин, мужчины, которые становятся жертвами домашнего насилия, сталкиваются с повышенной вероятностью того, что медицинские работники оставят без внимания факты преступления[стиль].
Домашнее насилие часто происходит из-за того, что обидчик считает, что насилие является правом, допустимым и оправданным, или же о насилии вряд ли будет сообщаться посторонним. Это может привести к циклу насилия между детьми и другими членами семьи, которые могут почувствовать, что такое насилие приемлемо или оправдано. Многие люди не признают себя насильниками или жертвами, потому что они рассматривают свой опыт как семейные конфликты, которые лишь вышли из-под контроля. Домашнее насилие часто происходит в контексте насильственных или детских браков.
В насильственных отношениях может иметь место цикл насилия, во время которого нарастает напряжённость и совершается акт насилия, за которым следует период примирения и спокойствия. Жертвы домашнего насилия могут оказаться в ловушке ситуации из-за изоляции, власти и контроля, травмирующих связей с обидчиком, культурного признания, нехватки финансовых ресурсов, страха, стыда, или из-за защиты детей. В результате жестокого обращения жертвы могут испытывать физические отклонения, нерегулируемую агрессию, хронические проблемы со здоровьем, психические расстройства, проблемы с финансами и плохую способность создавать здоровые отношения. Также возможны серьёзные психические расстройства, такие как посттравматическое стрессовое расстройство. Дети, живущие в семье, где практикуется насилие, часто имеют психологические проблемы с раннего возраста: избегание, повышенная бдительность к угрозам, неконтролируемая агрессия, что может способствовать появлению викарной травмы.

## Определение
Традиционно домашнее насилие определялось физическим насилием. Использовались такие термины, как «жестокое обращение с женой», «избиение жены» и «рукоприкладство», однако их популярность в мире снизилась из-за попыток описать не состоящих в браке партнёров, жестокого обращения, помимо физического, виновных в совершении преступления женщин и однополые отношения. В настоящее время домашнее насилие обычно определяется как «все акты физического, сексуального, психологического или экономического насилия», которые могут быть совершены членом семьи или интимным партнёром.
Термин «насилие со стороны интимного партнёра» часто используется как синоним домашнего насилия, но он конкретно относится к насилию, возникающему в отношениях между парой (то есть брак, сожительство или не-сожительствующие интимные партнёры). Для них Всемирная организация здравоохранения (ВОЗ) добавляет контроль поведения как форму насилия. Насилие со стороны интимного партнёра наблюдается в отношениях как противоположного, так и однополого характера, а в первом случае — как со стороны мужчин, так и женщин. Домашнее насилие — это более широкий термин, часто используемый для обозначения жестокого обращения с детьми, жестокого обращения с пожилыми людьми и других насильственных действий между членами семьи.
В 1993 году Декларацией Организации Объединённых Наций об искоренении насилия в отношении женщин домашнее насилие определено следующим образом:
Физическое, половое и психологическое насилие, которое имеет место в семье, включая нанесение побоев, половое принуждение в отношении девочек в семье, насилие, связанное с приданым, изнасилование жены мужем, повреждение женских половых органов и другие традиционные виды практики, наносящие ущерб женщинам, внебрачное насилие и насилие, связанное с эксплуатацией.

## История

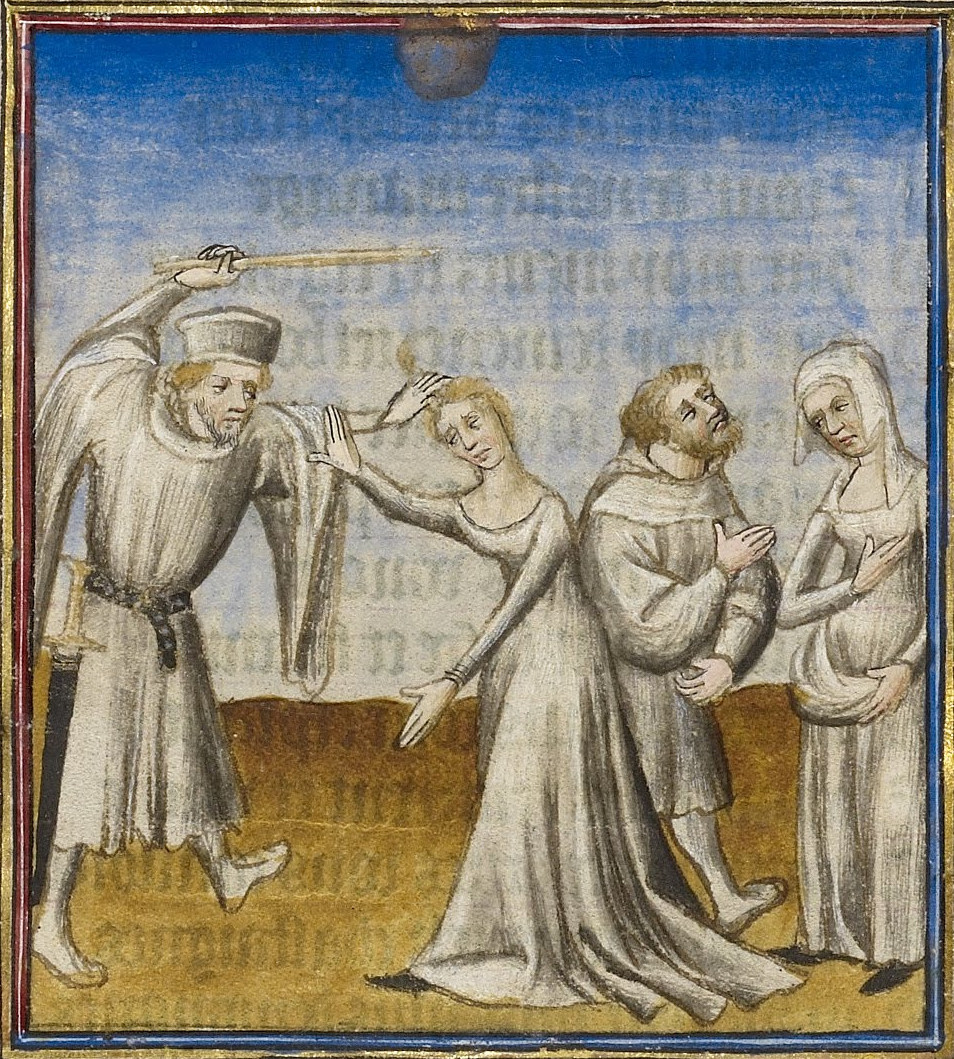
Муж избивает жену палкой. Приблизительно 1360 год

До середины 1800-х годов большинство правовых систем рассматривали избиение жены как возможное осуществление власти мужа над своей женой. Единственным исключением, однако, был «Свод свобод» колонистов Массачусетского залива 1641 года, который декларировал, что замужняя женщина должна быть «свободна от телесных повреждений или полосования со стороны своего мужа».
Политическая агитация и движение первой волны феминизма в XIX веке привели к изменениям как в общественном мнении, так и в законодательстве о насилии в семье в Соединённом Королевстве, Соединённых Штатах Америки и других странах. В 1845 году в России появилась отдельная статья, касательно насильственных действий между мужем и женой, определяемая в Уложении о наказаниях уголовных и исправительных. В 1850 году Теннесси стал первым штатом в США, который объявил избиение жены вне закона. Вскоре последовали другие штаты. В 1878 году британский Закон о бракоразводных процессах позволил женщинам в Великобритании добиваться раздельного проживания с супругом, совершившим насилие. К концу 1870-х годов большинство судов в Соединённых Штатах Америки отклонили заявленное право мужей на физическое наказание своих жен. И к началу XX века полиция в США уже имела обыкновение вмешиваться в случаях домашнего насилия, хотя аресты оставались редкими.
В большинстве правовых систем по всему миру насилием в семье начинают заниматься только с 1990-х годов; действительно, до конца XX века в большинстве стран, в законодательстве или на практике, было очень мало защиты от домашнего насилия. В 1993 году ООН опубликовала «Стратегии борьбы с насилием в семье: справочное руководство». Эта публикация настоятельно призывала страны во всём мире рассматривать домашнее насилие как преступный акт, и указала, что право на частную семейную жизнь не включает в себя право на жестокое обращение с членами семьи, признав, что на момент написания руководства большинство правовых систем рассматривали домашнее насилие в значительной степени вне сферы закона и описывая ситуацию в то время следующим образом: «Воспитание детей с применением физической силы разрешается и фактически поощряется во многих правовых системах, во многих странах допускается лёгкое телесное наказание жен, и даже если такое наказание сейчас не допускается, то это делалось в течение последних ста лет. В правовых системах большинства стран не криминализируются обстоятельства, при которых женщину вынуждают вступать в половые сношения с мужем против её воли. […] В случае насилия в отношении жен фактически широко распространено убеждение, что женщины провоцируют, терпимо относятся или даже испытывают удовольствие от некоторого насилия со стороны своих мужей».

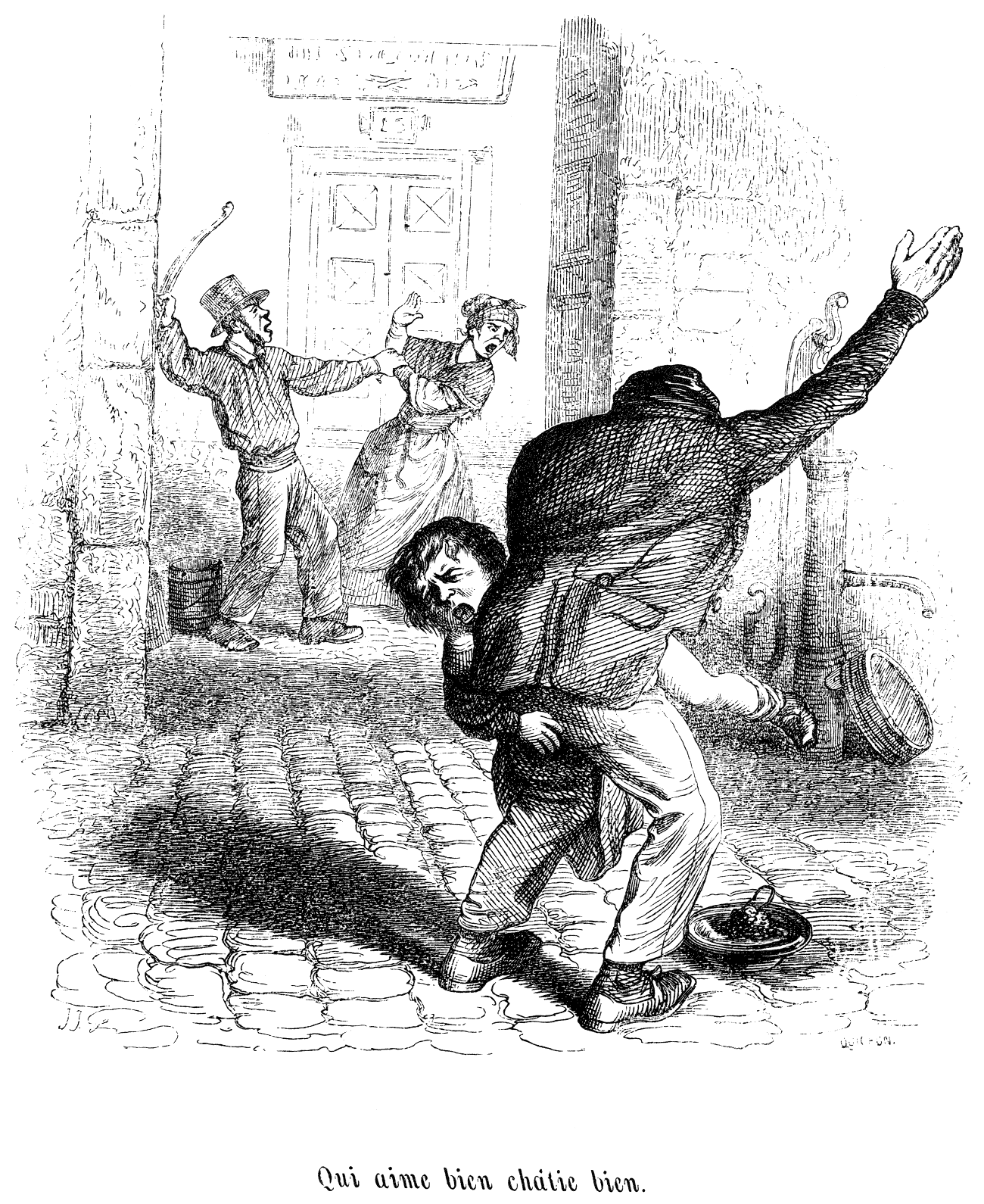
Карикатура Жана Гранвиля из Les cent proverbes подписанная: «Qui aime bien châtie bien» (Бьёт — значит, любит.) на переднем плане изображён мужчина наказывающий ребёнка, на заднем — муж бьёт жену, 1845 год

В последние десятилетия был призыв к прекращению правовой безнаказанности за домашнее насилие, часто основывавшееся на идее, что такие действия находятся в рамках частной жизни. Стамбульская конвенция является первым юридически обязательным документом в Европе, касающимся домашнего насилия и насилия в отношении женщин. Конвенция направлена на то, чтобы положить конец терпимости, по закону и на практике, к насилию в отношении женщин и домашнему насилию. В своей пояснительном записке она подтверждает давнюю традицию европейских стран игнорировать де-юре или де-факто эти формы насилия. В параграфе 219 говорится:

Существует множество примеров из прошлой практики в государствах — членах Совета Европы, которые показывают, что судебные преследования по таким делам были остановлены, как по закону, так и на практике, если жертва и преступник были, например, женаты или были в отношениях. Наиболее ярким примером является изнасилование в браке, которое долгое время не признавалось изнасилованием из-за отношений между жертвой и преступником.
Оригинальный текст (англ.)There are many examples from past practice in Council of Europe member states that show that exceptions to the prosecution of such cases were made, either in law or in practice, if victim and perpetrator were, for example, married to each other or had been in a relationship. The most prominent example is rape within marriage, which for a long time had not been recognised as rape because of the relationship between victim and perpetrator.

Повышенное внимание уделяется конкретным формам домашнего насилия, таким как убийства чести, сожжение невесты или насильственные браки. В последние десятилетия Индия предпринимала ряд попыток по сокращению насилия, связанного с приданым: закон «О защите женщин от насилия в семье» (PWDVA) был принят в 2005 году, после многолетней пропаганды и активности женских организаций. Преступления страсти в Латинской Америке, регионе, где история таких убийств проявляется с чрезвычайной терпимостью, также привлекли внимание международной общественности. В 2002 году Уидни Браун, директор по защите интересов Human Rights Watch, утверждал, что есть сходная динамика между преступлениями страсти и убийствами чести, заявив, что «преступления страсти имеют аналогичную динамику [с убийствами чести] в том, что женщины были убиты семьей мужчины, а преступления воспринимаются как простительные или понятные».
Исторически сложилось так, что дети практически не были защищены от насилия со стороны своих родителей, и во многих частях мира это до сих пор так. Например, в Древнем Риме отец мог законно убить своих детей. Многие культуры позволяли отцам продавать своих детей в рабство. Жертвоприношения детей также были обычной практикой. Жестокое обращение с детьми стало привлекать к себе всеобщее внимание публикацией детского психиатра С. Генри Кемпе «Синдром избитого ребёнка». До этого травмы детей, даже повторные переломы костей, обычно не признавались результатом насильственных травм. Вместо этого врачи часто искали недиагностированные заболевания костей или принимали объяснения родителей о случайных неудачах, вроде падения или нападения со стороны соседских хулиганов:100—103.

## Виды домашнего насилия
Важно понимать, что насилие имеет разные проявления. Имеются значительные различия в частоте, серьёзности, цели и результатах. Домашнее насилие может принимать различные формы, включая физическую агрессию, нападение (удары, укусы, толчки, метание предметов и другие) или угрозы нападения; сексуальное насилие; контроль или доминация; запугивание; сталкинг; пассивное/скрытое насилие (например, пренебрежение); и экономическая депривация. Также как насилие возможно рассматривать уголовное преследование, похищение, незаконное заключение в тюрьму, посягательство и домогательства. Но выделяют несколько основных типов домашнего насилия: физическое, сексуальное, психологическое и экономическое.

### Физическое
Физическое насилие — прямое или косвенное воздействие на жертву с целью причинения физического вреда, страха, боли, травм, других физических страданий или телесных повреждений. В контексте принудительного контроля, физическое насилие — это контроль над жертвой. Динамика физического насилия в отношениях часто бывает сложной. Физическое насилие может быть кульминацией другого грубого или жестокого поведения, такого как угрозы, запугивание и ограничение самоосознания жертвы посредством изоляции, манипуляции и других ограничений личной свободы. К физическому насилию причисляется уклонение от оказания первой медицинской помощи, депривация сна, принудительное употребление наркотиков или алкоголя. Нанесение телесных повреждений другим целям, таким как дети или домашние животные, с целью причинения эмоционального вреда жертве также может являться формой физического насилия.
Удушение в контексте домашнего насилия получило значительное внимание. В настоящее время оно признано одной из самых смертоносных форм домашнего насилия; тем не менее, из-за отсутствия внешних травм, а также отсутствия социальной осведомлённости и медицинской подготовки в этой области, удушение часто является скрытой проблемой. В результате в последние годы многие штаты США приняли конкретные законы против удушения.
Согласно данным глобального исследования гомицида, проведённого УНП ООН, жертвами гомицида, связанного с отношениями с интимным партнёром или семейными взаимоотношениями, в 64 % случаев становятся женщины и в 36 % мужчины. В России  основными жертвами гомицида в семейно-бытовых отношениях в 71 % случаев становятся мужчины и в 28 % женщины.
Если рассматривать только гомицид интимного партнёра, его жертвами в 82 % становятся женщины и лишь в 18 % мужчины. Более 50 % убийств женщин в США совершаются бывшими или нынешними интимными партнёрами. В Соединённом Королевстве 37 процентов убитых женщин были убиты интимным партнёром в сравнении с 6 процентами мужчин. От 40 до 70 процентов женщин, убитых в Канаде, Австралии, Южной Африке, Израиле и Соединённых Штатах, были убиты интимным партнёром. Всемирная организация здравоохранения заявляет, что во всем мире около 38 % убийств, гомицида женщин совершаются интимным партнёром.
Во время беременности женщина подвергается более высокому риску жестокого обращения или длительное насилие может измениться в своей жестокости, что приведёт к негативным последствиям для здоровья матери и плода. Беременность также может привести к перерыву в домашнем насилии, когда обидчик не захочет причинять вред нерождённому ребёнку. Наибольший риск домашнего насилия для женщин, которые были беременны, сразу после родов.

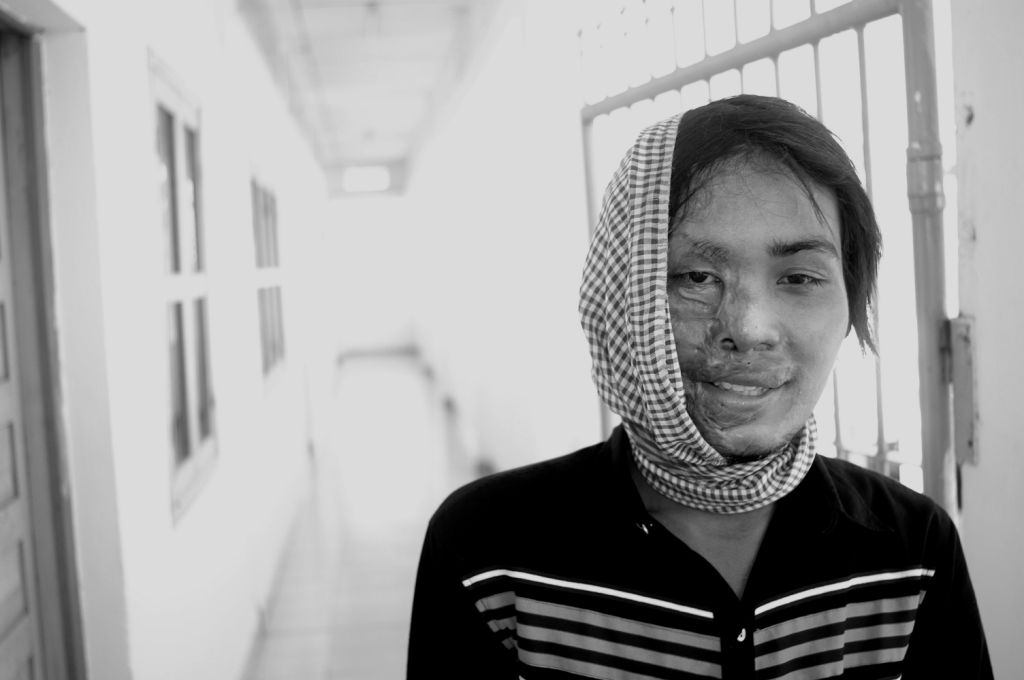
Женщина, пострадавшая от обливания кислотой, Камбоджа

Обливание кислотой — это крайняя форма насилия, при которой кислота попадает на пострадавших, обычно в их лица, что приводит к обширным повреждениям, включая длительную слепоту и навсегда оставшиеся рубцы. Обычно это форма мести женщине за отклонение предложения о браке или развития сексуальных отношений.
На Ближнем Востоке и в других частях мира планируемые бытовые убийства или убийства чести совершаются из-за убеждения преступников в том, что жертва обесчестила семью или общество. Согласно Human Rights Watch, убийства чести, как правило, совершаются в отношении женщин за отказ от вступления в брак по договоренности, за то, что они стали жертвой сексуального преступления, хотят развестись или обвиняются в совершении супружеской измены. В некоторых частях мира, где существует серьёзные социальные ожидания, что женщина до вступления в брак будет девственницей, невеста может быть подвергнута крайним формам насилия, включая убийство чести, если в брачную ночь из-за отсутствия крови посчитают, что она уже не девственница.
Сожжение невесты убийство из-за приданого смерти из-за приданого — это форма домашнего насилия, при которой недавно вступившая в брак женщина убивается дома своим мужем или семьей мужа из-за их недовольства приданым, предоставленным её семьей. Преступление часто является результатом требований о большем количестве приданого после вступления в брак. Насилие, связанное с приданым, наиболее распространено в Южной Азии, особенно в Индии. В 2011 году индийское Национальное бюро регистрации преступлений сообщило о 8 618 случаях смерти из-за приданого, но неофициальные данные оценивают это число как минимум в три раза больше.

### Сексуальное
| Страна         | Процент |
| -------------- | ------- |
| Швейцария      | 12 %    |
| Германия       | 15 %    |
| США            | 15 %    |
| Канада         | 15 %    |
| Никарагуа      | 22 %    |
| Великобритания | 23 %    |
| Зимбабве       | 25 %    |
| Индия          | 28 %    |

Калечащие операции на женских половых органах (Женское обрезание) сконцентрированы в 29 странах широким разбросом по распространённости. Женское обрезание включено в определение ВОЗ о сексуальном насилии

Сексуальное насилие определяется Всемирной организацией здравоохранения как любой половой акт, попытки полового акта, нежелательные комментарии или авансы c сексуальным подтекстом, или действия, направленные на принуждение к секс-торговле или иные попытки направить человека против своей сексуальности с помощью принуждения. Также включается обязательные проверки на девственность и калечащие операции на женских половых органах. Помимо инициирования полового акта с помощью физической силы, сексуальное насилие имеет место, если на человека словесно оказывают давление для получения согласия, если человек неспособен понять природу или обстоятельства акта, неспособен отказаться от участия или неспособен сообщить о нежелании участвовать в половом акте. Это может произойти из-за незрелости несовершеннолетних, болезни, инвалидности или влияния психоактивных веществ, или из-за запугивания и давления.
Во многих культурах жертвы изнасилования, как считается, принесли «позор» или «бесчестие» своим семьям и сталкиваются с жестокостью в семье, включая убийства чести. Это особенно актуально, если жертва забеременела.
Калечащие операции на женских половых органах определяются ВОЗ как «все процедуры, которые включают частичное или полное удаление наружных женских половых органов или другое повреждение женских половых органов по немедицинским причинам». Более 125 миллионов женщин, живущих сегодня, подверглись такой процедуре; большинство из них проживают в 29 странах Африки и Ближнего Востока.
Сексуальное насилие над ребёнком, является одной из форм сексуального насилия в семье. В некоторых культурах существуют ритуальные формы сексуального надругательства над детьми, осуществляемые с ведома и согласия семьи, когда ребёнок вынужден вступать в половые акты со взрослыми, возможно, в обмен на деньги или товары. Например, в Малави некоторые родители, в качестве инициации, отводят своих дочерей к пожилому мужчине, которого часто называют «гиеной» (ньянджа fisi), чтобы он занялся с ними сексом. Конвенция Совета Европы о защите детей от сексуальной эксплуатации и сексуального насилия была первым международным договором, касающимся сексуальных надругательств над детьми, происходящих в доме или семье.
Репродуктивное принуждение (также называемое «принудительное размножение») — это угрозы или акты насилия в отношении репродуктивных прав партнёра, его здоровья и принятия решений. Оно включает в себя набор установок, предназначенных для давления или принуждения партнёра к беременности или прекращению беременности. Репродуктивное принуждение связано с принудительным сексом, страхом или неспособностью принимать контрацептивные решения, страхом насилия после отказа от секса и насильное управление партнёром доступом к медицинской помощи.
В некоторых культурах брак налагает на женщин социальную обязанность беременеть. Например, в северной части Ганы платой за выкуп невесты является требование женщины иметь детей, а женщинам, самостоятельно контролирующим беременность, угрожают насилием и репрессиями. ВОЗ включает в свои определения сексуального насилия насильственные брак, сожительство и беременность, включая также наследование жены. Наследование жены, или левират, является типом брака, при котором брат умершего мужчины должен жениться на вдове.
Изнасилование в браке — это половой акт без согласия супруга. Во многих странах это законно, об этом редко сообщают и редко преследуют в судебном порядке, отчасти из-за убеждения, что в браке женщина даёт безоговорочное согласие на то, чтобы её муж занимался сексом с ней, когда пожелает. Например, в Ливане, обсуждая предложенный закон, предусматривающий уголовную ответственность за изнасилование в браке, шейх Ахмад аль-Курди, судья суннитского религиозного суда, заявил, что закон «может привести к тюремному заключению человека, который в реальности использовал лишь наименьшее из своих брачных прав». Феминистки систематически работают с 1960-х годов, чтобы криминализировать изнасилование в браке на международном уровне. В 2006 году исследование, проведённое Организацией Объединённых Наций, показало, что изнасилование в браке является уголовно наказуемым преступлением, по меньшей мере, в 104 странах.
В настоящее время сексуальное насилие запрещается международными конвенциями и всё более криминализируется. Вступившая в силу в августе 2014 Конвенция Совета Европы о предотвращении и борьбе с насилием в отношении женщин и домашним насилием, первый юридически обязательный документ в Европе касающийся домашнего насилия и насилия в отношении женщин. Страны, ратифицировавшие её, обязаны обеспечить, чтобы сексуальные отношения без согласия, совершенные в отношении супруга или партнёра, являлись незаконными.

### Психологическое
Психологическое насилие (или эмоциональное насилие) — это модель поведения, при которой человек угрожает, запугивает, дегуманизирует или систематически подрывает самооценку. Согласно Стамбульской конвенции, психологическое насилие — это «намеренное поведение, приводящее к серьёзному ущербу психологической целостности лица в результате принуждения или угроз».
Эмоциональное насилие включает в себя угрозы, изоляцию, публичное унижение, постоянную критику, постоянное личное обесценивание, многократные стоунволлинг и газлайтинг. Сталкинг является распространённой формой психологического запугивания и чаще всего совершается бывшими или настоящими интимными партнёрами. Жертвы склонны чувствовать, что их партнёр почти полностью контролирует их, что сильно влияет на динамику власти в отношениях, расширяет права и возможности нарушителя и лишает их жертву. Жертвы часто страдают от депрессии, что приводит к повышенному риску возникновения коморбидных расстройств, в частности расстройств приёма пищи, а также самоубийству или злоупотреблению психоактивными веществам.

### Экономическое
Экономическое насилие (или финансовое насилие) является формой насилия, когда один интимный партнёр контролирует доступ другого партнёра к экономическим ресурсам. Режим имущественных отношений между супругами или интимными партнёрами используются как средство контроля. Экономическое насилие может включать в себя преграду к заработку ресурсов супругом, ограничение на использование ресурсов жертвой или использование экономических ресурсов жертвы в своих интересах. Экономическое насилие снижает способность жертвы обеспечивать себя, увеличивая зависимость от преступника, в том числе оно снижает доступ к образованию, занятости, карьерному росту и приобретению активов. Давление или принуждение члена семьи к подписанию документов, продаже вещей или изменению завещания являются формами экономического насилия.
Жертве могут быть выданы карманные деньги, что позволяет пристально следить за расходами, и запрещать расходы без согласия преступника, это может вести к накоплению задолженностей или истощению сбережений жертвы. Несогласие по поводу потраченных денег может привести к мести с дополнительным физическим, сексуальным или эмоциональным насилием. В тех частях мира, где женщины зависят от доходов мужа, чтобы выжить (из-за отсутствия возможностей для трудоустройства женщин и отсутствия государственного благосостояния), экономическое насилие может иметь очень серьёзные последствия. Насильственные действия также связаны с недоеданием среди матерей и детей. Например, в Индии удержание пищи является документированной формой семейного насилия.

## Демография

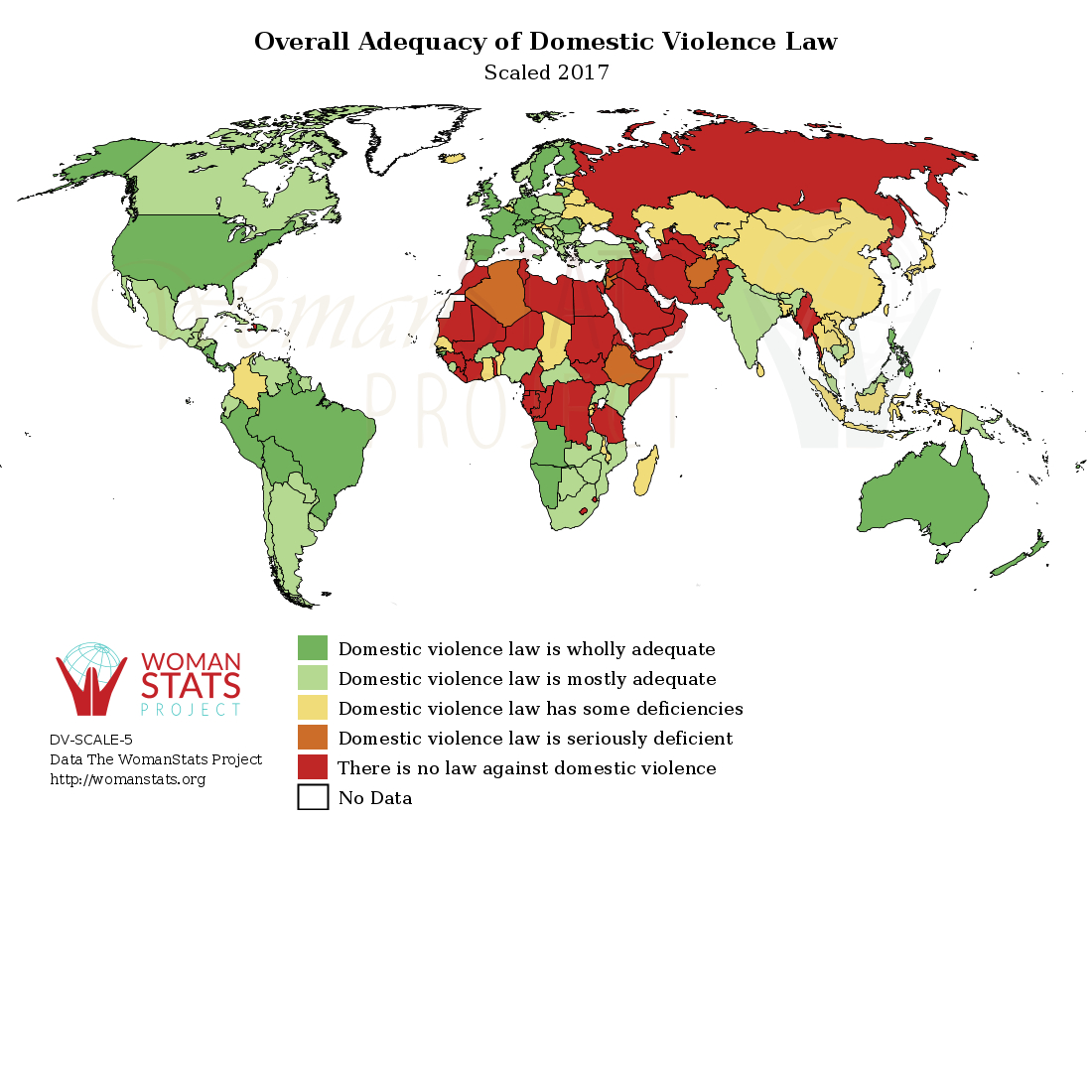
Всемирная карта существования законов против домашнего насилия и их потенциала по борьбе с этой проблемой по состоянию на 2017 год

Домашнее насилие происходит по всему миру, в различных культурах и затрагивает людей всех экономических статусов; однако показатели низкого социально-экономического статуса (такие как безработица и низкий доход), как было показано в нескольких исследованиях, являются факторами риска для более высокого уровня домашнего насилия.

### Гендерные различия
Продолжаются споры относительно гендерных различий в отношении домашнего насилия. Ограничения методологии, такие как шкала конфликтного поведения, в которой не учитываются показатели травматизма, убийств и сексуального насилия, контекст (например, мотивация, страх), в корне различное формирование выборок, нежелание респондента самостоятельно сообщать об акте насилия, различия в операционализации, — всё это создаёт проблемы для существующих исследований. Нормализация насилия в семье у тех, кто подвергается скрытым формам насилия или подвергался насилию со стороны нескольких партнёров в течение длительных периодов времени, снижает вероятность признания и, следовательно, сообщения о домашнем насилии. Многие организации предпринимают усилия, чтобы использовать нейтральные в гендерном отношении термины применительно к совершению преступлений и виктимизации. Например, используя более широкие термины, такие как «домашнее насилие», вместо «насилие над женщинами».
Результаты указывают на то, что основным или главным мотивом насилия со стороны женщины, как интимного партнёра, над мужчиной является самооборона или иная самозащита (например, сохранение эмоционального здоровья). В 2010 году системный обзор литературы о совершении насилия женщинами, в качестве интимного партнёра, помог обнаружить, что общими мотивами женщин, при совершении насилия в отношении интимных партнёров мужчин, являются гнев, потребность во внимании или реакция на насилие со стороны своего партнёра. Также было зафиксировано, что, хотя и самозащита, и возмездие являлись общими мотивами, провести грань между ними было трудно. Мюррей Страус в своём исследовании, посвящённом насилию в семье, пришёл к выводу, что большая часть насилия со стороны женщин против своих интимных партнёров мужчин, не мотивируется самозащитой, его вывод подтверждают и другие исследования. В то же время само исследование Страуса было подвергнуто критике за использование слишком узких определений самозащиты.
Шерри Хэмби утверждает, что персональные заявления мужчин о виктимизации не вызывают доверия, поскольку они постоянно занижают случаи своего собственного насилия. Хэмби также сообщает, что и мужчины, и женщины используют насилие со стороны интимного партнёра для принудительного контроля. Принудительный контроль — это когда один человек, без особого сочувствия, использует различные способы насилия со стороны интимного партнёра, чтобы контролировать и доминировать над другим; жертвы часто сопротивляются физическому насилию. Как правило, принудительный контроль используется мужчинами против женщин, и такой тип насилия чаще всего вызывает травмирующие связи и требует медицинской помощи. Обзор, проведённый в 2011 году исследователем Чан Ко Лингом из Университета Гонконга, показал, что совершение насилия среди несовершеннолетних было одинаковым как для мужчин, так и для женщин, но более серьёзные акты насилия со стороны партнёра гораздо более вероятно исходили от мужчин. Его анализ показал, что мужчины чаще избивают, давят или душат своих партнёров, в то время как женщины чаще бросают предметы, дают пощёчины, пинают, кусают, бьют кулаками или предметами.
Исследователи также обнаружили, что реакция на насилие со стороны интимного партнёра различна для мужчин и женщин. В обзоре журнала «Psychology of Violence» за 2012 год было установлено, что женщины страдают непропорционально в результате насилия со стороны интимного партнёра, особенно в отношении травм, страха и посттравматического стрессового расстройства. Обзор также показал, что в одном из исследований 70 % жертв женского пола были «очень напуганы» насилием со стороны своего интимного партнёра, в отличие от 85 % жертв мужского пола, которые сообщили, что «не боятся» насилия. Также было выявлено что насилие со стороны интимного партнёра опосредовало удовлетворение в отношениях для женщин, но не для мужчин. В 2005 обзор Хамбергера показал, что мужчины склонны реагировать на инициируемое партнёром насилие смехом и весельем. Исследователи также сообщают, что мужское насилие вызывает сильный страх, что «страх — это сила, избивать своей мощью позволяющая», и что «травмы помогают поддерживать страх». В обзоре 2013 года рассматривались исследования с пяти континентов и корреляция между уровнем гендерного неравенства и уровнем домашнего насилия. Авторы обнаружили, что, когда жестокое обращение с партнёром определяется в широком смысле и включает эмоциональное насилие, то будь это любые виды ударов, или кто наносит удар первым, насилие со стороны партнёра относительно равномерно между мужчинами и женщинами. Они также заявили, что если выяснить, кто получил физический вред и насколько серьёзно, кто выражает больше страха и испытывает последующие психологические проблемы, то в домашнем насилии женщины в значительной степени будут жертвами.
Законы о домашнем насилии различаются в зависимости от страны. Хотя в Западном мире это вообще запрещено, во многих развивающихся странах это не так. Например, в 2010 году Верховный суд Объединённых Арабских Эмиратов постановил, что мужчина имеет право физически наказывать свою жену и детей, если он не оставляет на них физических следов. Социальная приемлемость домашнего насилия также различается от страны к стране. В то время как в большинстве развитых стран домашнее насилие считается неприемлемым для большинства людей, во многих регионах мира мнения расходятся. Например, согласно исследованию ЮНИСЕФ, можно увидеть процент женщин в возрасте 15—49 лет, которые считают, при определённых обстоятельствах, оправданным битье или избиение мужем своей жены: 90 % в Афганистане и Иордании, 87 % в Мали, 86 % в Гвинее и Тиморе-Лести, 81 % в Лаосе, 80 % в Центральноафриканской Республике. Отказ подчиниться желаниям мужа является распространённой причиной оправдания насилия в развивающихся странах: например, 62,4 % женщин в Таджикистане оправдывают избиение жены, если жена выходит в свет, не сказав мужу; 68 %, если она спорит с ним; 47,9 %, если она отказывается заниматься с ним сексом.

#### Женщины

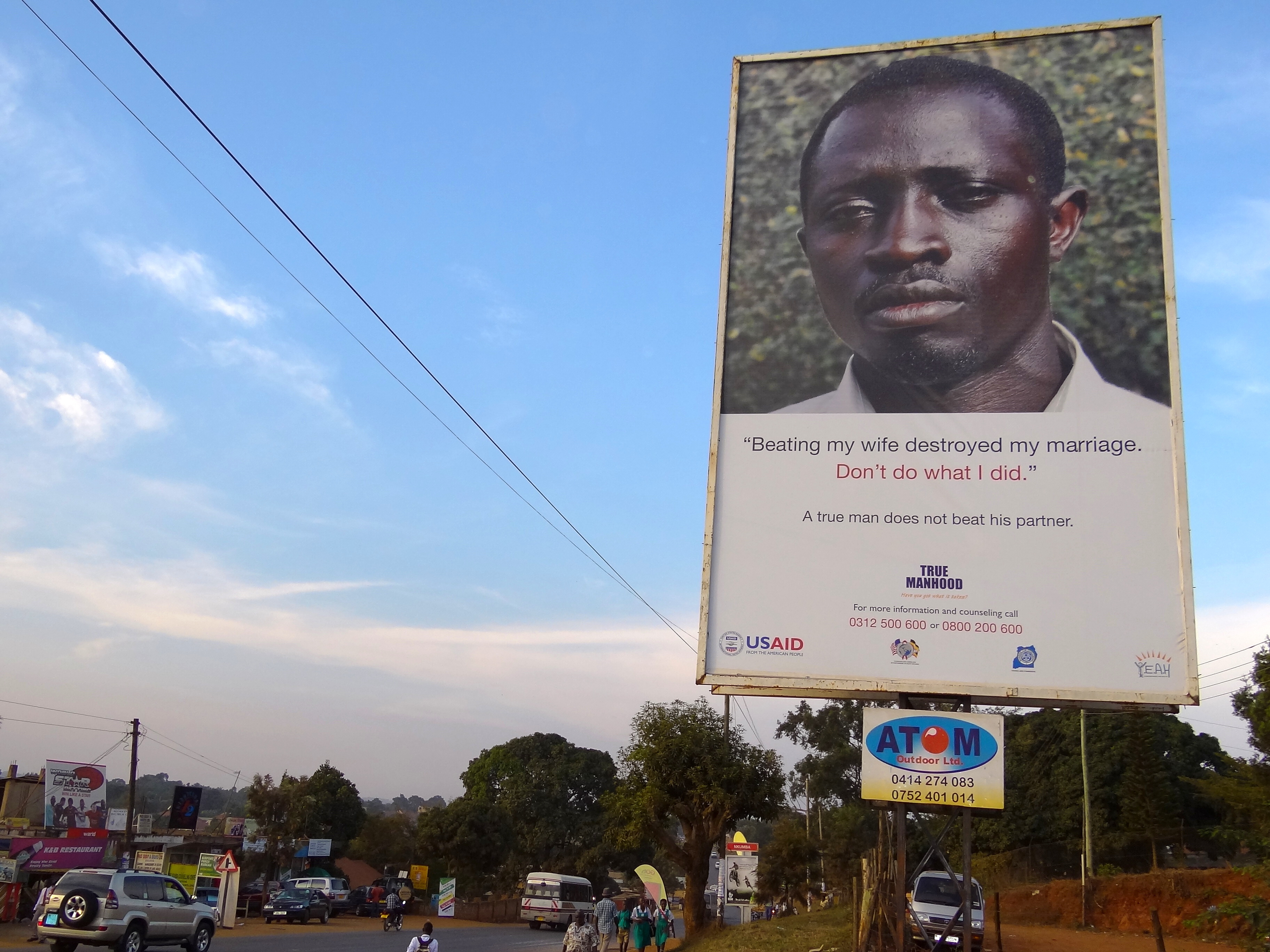
Кампания против домашнего насилия в Уганде

Фонд Организации Объединённых Наций в области народонаселения считает насилие в отношении женщин и девочек одним из самых распространённых нарушений прав человека во всём мире, заявляя, что «каждая третья женщина подвергнется физическому или сексуальному насилию в своей жизни». Насилие в отношении женщин имеет тенденцию быть менее распространено в развитых странах Запада и более нормализовано в развивающихся странах.
В 1920 году избиение жён в Соединённых Штатах было объявлено незаконным. Хотя точные показатели оспариваются, существует большое количество межкультурных доказательств того, что женщины подвергаются домашнему насилию значительно чаще, чем мужчины. Кроме того, существует широкий консенсус в отношении того, что женщины чаще подвергаются жестоким формам насилия и имеют больше шансов получить травму от партнёра-насильника, и это усугубляется экономической или социальной зависимостью.
В Декларации Организации Объединённых Наций об искоренении насилия в отношении женщин от 1993 года говорится, что «насилие в отношении женщин является проявлением исторически сложившегося неравного соотношения сил между мужчинами и женщинами, которое привело к доминированию над женщинами и дискриминации в отношении женщин со стороны мужчин, а также препятствует всестороннему улучшению положения женщин, и что насилие в отношении женщин является одним из основополагающих социальных механизмов, при помощи которого женщин вынуждают занимать подчинённое положение по сравнению с мужчинами». Декларация классифицирует три категории насилия: насилие, которое имеет место в семье, в обществе в целом и насилие со стороны или при попустительстве государства.
Межамериканская конвенция о предупреждении, наказании и искоренении насилия (англ. The Inter-American Convention on the Prevention, Punishment, and Eradication of Violence) в отношении женщин определяет насилие в отношении женщин как «любое действие или поведение, основанное на гендерном факторе, которое приводит к смерти или физическому, сексуальному или психологическому вреду или страданию женщин, будь то в государственной или частной сфере». Подобно Декларации об искоренении насилия в отношении женщин, она классифицирует насилие в трёх категориях, одна из которых — домашнее насилие, которое определяется как насилие в отношении женщин, которое происходит «в рамках семьи или домашнего хозяйства или в рамках любых других межличностных отношений, независимо от того, преступник проживал или проживает в одной и той же резиденции с женщиной».

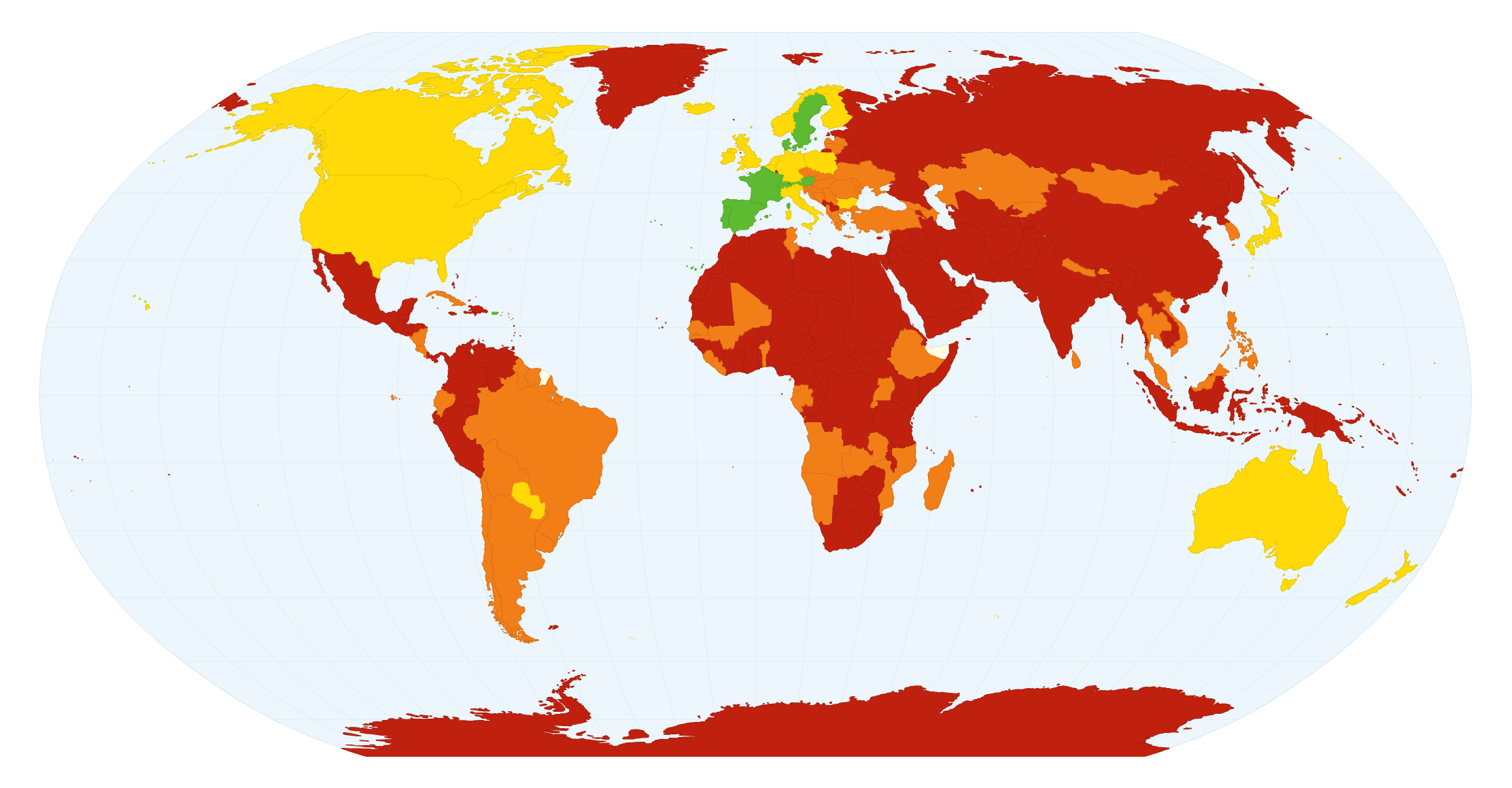
Карта мира с указанием стран по уровню физической безопасности женщин, 2015 год

В Протоколе Мапуту было принято более широкое определение, определяющее насилие в отношении женщин как: «все действия, совершаемые в отношении женщин, которые причиняют или могут причинить им физический, сексуальный, психологический и экономический ущерб, включая угрозу совершения таких действий; произвольные ограничения или лишение основных свобод в частной или общественной жизни в мирное время, а также во время вооружённых конфликтов или войны».
Определения Стамбульской конвенции гласят: «„насилие в отношении“ женщин понимается как нарушение прав человека и форма дискриминации в отношении женщин (…)». В знаковом деле «Опуз против Турции» (англ. Opuz v. Turkey) Европейский суд по правам человека впервые постановил, что домашнее насилие по признаку пола является формой дискриминации в соответствии с Европейской конвенцией.
Согласно одному из исследований, процент женщин, которые сообщили, что подвергались физическому насилию со стороны интимного партнёра, варьируется от 69 % до 10 % в зависимости от страны. По оценкам, в Соединённых Штатах насилие со стороны интимного партнёра составляет 15 % всех насильственных преступлений. Последнее исследование, проведённое Центром по контролю и профилактике заболеваний США в 2017 году, показало, что более половины всех убийств женщин совершаются интимными партнёрами, 98 процентов из которых — мужчины.
Фемицид обычно определяется как убийство женщин по признаку гендера или пола мужчинами, хотя точные определения различаются. Фемициды часто происходят в контексте домашнего насилия, таких как убийств чести или убийств из-за приданого. В статистических целях феминицид часто определяется как любое убийство женщины. Лидирующими странами по уровню феминицида, по данным за 2004—2009 годы, являются Сальвадор, Ямайка, Гватемала, Южная Африка и Россия. Однако в Сальвадоре и Колумбии, где уровень убийств очень высок, только три процента всех убийств совершается нынешним или бывшим интимным партнёром, тогда как на Кипре, во Франции и Португалии бывшие и нынешние партнёры несут ответственность за 80 % всех случаев убийства женщин.

#### Мужчины
Основная статья: Домашнее насилие над мужчинами

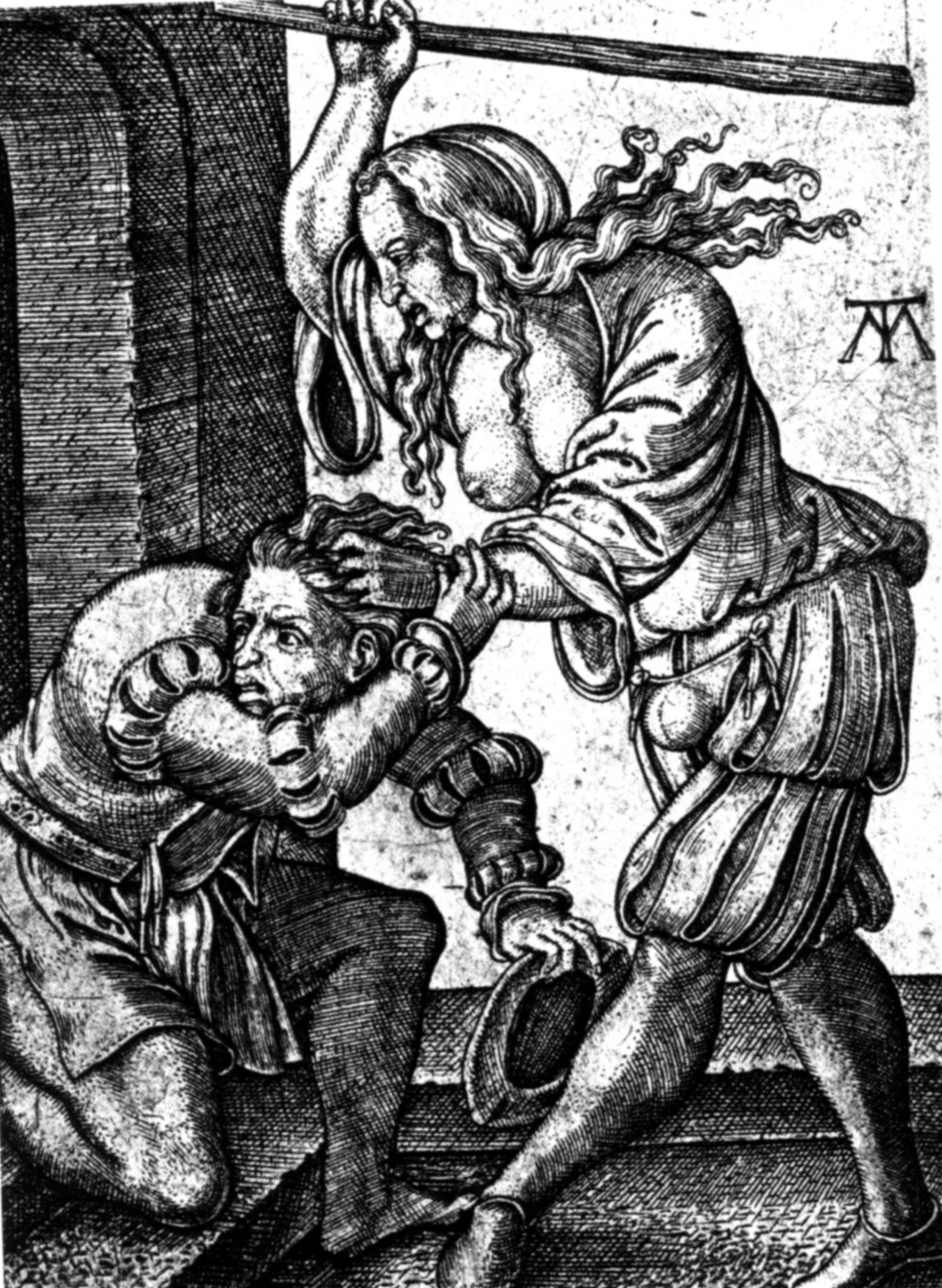
«Жена избивает мужа», Альбрехт Дюрер

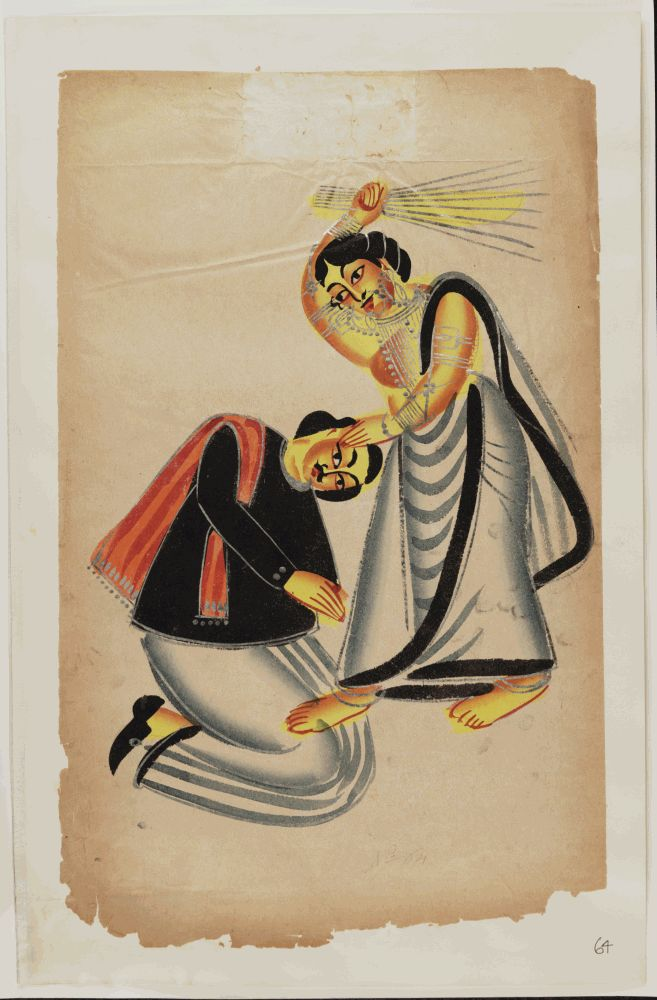
Живопись Калигхат, «Женщина бьёт метлой мужчину», Калькутта, Индия, 1875

Домашнее насилие в отношении мужчин включает физические, эмоциональные и сексуальные формы насилия, включая взаимное насилие. Мужчины-жертвы домашнего насилия могут неохотно получать помощь по различным причинам. В одном из исследований выяснилось, что женщины, которые напали на своих партнёров-мужчин, с большей вероятностью избегали ареста, даже когда мужчина обращался в полицию, и обнаружилось, что «полиция с малой степенью вероятности арестовывает женщин, которые нападают на своих партнёров-мужчин». Причина в том, что полицейские «предполагают, что мужчина может себя защитить от своего партнёра-женщины и что насилие со стороны женщины не опасно, если она не нападает на кого-то, кроме своего партнёра». Есть исследования, показывающие, что сотрудники правоохранительных органов могут рассматривать женщин, совершивших насилие в интимной сфере, скорее как жертв, чем как преступников.

### Возрастные группы

#### Подростки и молодые люди
Среди подростков исследователи в основном сосредоточились на гетеросексуальных кавказских популяциях. В литературе отображено, что показатели одинаковы для числа девочек и мальчиков в гетеросексуальных отношениях, которые сообщают о случаях насилия со стороны интимного партнёра, или что девушки в гетеросексуальных отношениях чаще, чем их партнёры-мужчины, сообщают о совершении насилия со стороны интимного партнёра. Или Гретчен с коллегами заявляют, что, в отличие от домашнего насилия в целом, равные показатели совершения насилия со стороны интимных партнёров являются уникальной характеристикой насилия в отношениях среди подростков и что это «возможно, из-за периода подросткового возраста, особого состояния развития, который сопровождается сексуальными характеристиками, которые отчётливо отличаются от характеристик взрослого». Векерле и Вульф предположили, что «взаимно-принудительная и насильственная динамика может формироваться в подростковом возрасте, когда мужчины и женщины более равны на физическом уровне» и что это «физическое равенство позволяет девушкам отстоять больше прав посредством физического насилия, чем это возможно для взрослой женщины, подвергшейся нападению полностью физически зрелого мужчины». Шерри Хэмби заявил, что грубые развлечения, например как игровая борьба, и шутки распространены среди подростков и молодых людей и что «небольшой, но растущий объём исследований указывает на то, что женщины могут с большей вероятностью включать такого рода шутки в ответы на вопросники по насилию среди интимных партнёров, чем мужчины».
В то время как в общей литературе указывается, что мальчики и девочки участвуют в насилии со стороны интимного партнёра примерно с одинаковой частотой, женщины с большей вероятностью используют менее опасные формы физического насилия: толчки, пощипывания, пощёчины, царапанья или удары ногами. В то же время мужчины с большей вероятностью наносят удары кулаками, душат, избивают, поджигают или угрожают оружием. Мужчины также более склонны использовать сексуальную агрессию, хотя оба пола одинаково склонны оказывать давление на своего партнёра в сексуальных активностях. Кроме того, женщины в четыре раза чаще подвергаются изнасилованию и чаще получают смертельные травмы, нанесённые их партнёрами, либо нуждаются в психологической помощи в результате жестокого обращения. Женщины с большей вероятностью считают насилие со стороны интимного партнёра серьёзной проблемой, чем их партнёры-мужчины, которые с большей вероятностью игнорируют совершенное женщинами насилие над ними. Наряду с формой мотивы насилия также различаются в зависимости от пола: женщины, в большей степени, совершают насилие в целях самозащиты, в то время как мужчины, в большей степени, совершают насилие, чтобы показать власть или контролировать партнёра. Аспект самозащиты подтверждается данными о том, что предыдущая виктимизация является более сильным предиктором совершения преступления у женщин, чем у мужчин. Другое исследование показывает, что мальчики, которые подверглись насилию в детстве со стороны члена семьи, более склонны к совершению насилия в сторону интимного партнёра, в то время как девочки, которые подверглись насилию в детстве со стороны члена семьи, склонны испытывать недостаток эмпатии и самоэффективности; но риски вероятности совершения насилия со стороны интимного партнёра и виктимизации среди подростков различны и недостаточно понятны. Обзор литературы, проведённый Хэмби в 2018 году, включающий 33 исследования, в котором используется шкала, исключающая ложноположительные факты грубых развлечений и шуток, показывает, что мужчины с большей готовностью и чаще признаются в совершённом насилии, чем женщины.

#### Дети

Страны, по состоянию на 2021 год, в которых родительские телесные наказания запрещены.

Законность телесных наказаний детей по состоянию на 2020 год
Существует тесная связь между домашним насилием и жестоким обращением с детьми. Поскольку домашнее насилие является типом поведения, такие инциденты могут усиливаться в степени тяжести и частоте, что увеличивает вероятность того, что сами дети станут жертвами. Примерная корреляция между домашним насилием и жестоким обращением с детьми колеблется от 30 до 50 процентов.
Сегодня телесные наказания детей их родителями остаются законными в большинстве стран, но в западных странах, которые всё ещё допускают практику, существуют строгие ограничения разрешённого насилия. Первой страной, которая запретила телесные наказания родителями, была Швеция: право родителей шлёпать своих детей впервые было отменено в 1966 году, а явно было запрещено законом с июля 1979 года. С 1979 по 2021 год телесные наказания родителями были запрещены в 63 (в том числе в 35 европейских) странах. Во многих странах, где подобного запрета нет, данная практика вызывает множество споров.

### Однополые отношения
Исторически сложилось, что домашнее насилие рассматривалось только как гетеросексуальная семейная проблема, и интерес в изучении насилия в однополых отношениях был достаточно мал, но домашнее насилие также может происходить внутри таких пар. Энциклопедия виктимологии и предупреждения преступности (англ. The Encyclopedia of Victimology and Crime Prevention) гласит: «По нескольким методологическим причинам, среди прочего, неслучайные процедуры выборки и факторы самоотбора, невозможно оценить масштабы однополого насилия в семье. Исследования насилия среди партнёров геев или лесбиянок обычно полагаются на небольшую удобную выборку, такую как лесбиянки или геи, являющиеся членами ассоциации».
Анализ девятнадцати исследований насилия со стороны партнёров, проведённый в 1999 году, показал, что «исследователи предполагают, что лесбиянки и геи с такой же вероятностью применять насилие к своим партнёрам, как и гетеросексуальные мужчины». В 2011 году Центры по контролю и профилактике заболеваний США опубликовали результаты их Национального исследования интимных партнёров и сексуального насилия за 2010 год и отчитались о том, что 44 % лесбиянок, 61 % бисексуальных женщин и 35 % гетеросексуальных женщин в своей жизни подвергались домашнему насилию. В этом же отчёте говорится, что 26 % геев, 37 % бисексуальных мужчин и 29 % гетеросексуальных мужчин в своей жизни подвергались бытовому насилию. Исследование 2013 года показало, что 40,4 % женщин, которые самоидентифицируются как лесбиянки, и 56,9 % бисексуальных женщин сообщили, что стали жертвами насилия со стороны партнёра. В 2014 году национальные исследования показали, что от 25 до 50 % геев и бисексуальных мужчин подвергались физическому насилию со стороны партнёра. В некоторых источниках говорится, что пары геев и лесбиянок испытывают насилие в семье с той же частотой, что и гетеросексуальные пары, в то время как другие источники утверждают, что домашнее насилие среди геев, лесбиянок и бисексуалов может быть выше, чем среди гетеросексуальных людей, что геи, лесбиянки и бисексуалы с меньшей вероятностью сообщают о домашнем насилии, которое имело место в их интимных отношениях, чем гетеросексуальные пары, или что лесбийские пары испытывают домашнее насилие реже, чем гетеросексуальные пары. Одно исследование, посвящённое испаноязычным мужчинам, показало, что мужчины-геи с меньшей вероятностью были виновниками или жертвами домашнего насилия, чем гетеросексуальные мужчины, но бисексуальные мужчины с большей вероятностью были и теми и другими. В отличие от этого, некоторые исследователи обычно предполагают, что лесбийские пары попадают по домашнее насилие с той же частотой, что и гетеросексуальные пары, и проявляют большую осторожность, сообщая о домашнем насилии среди гомосексуальных мужских пар.
Отношения геев и лесбиянок были определены как фактор риска насилия в определённых народах. ЛГБТ-люди в некоторых частях мира имеют очень малую юридическую защиту от домашнего, потому что участие в гомосексуальных актах само по себе запрещено «законами против содомии» этих юрисдикций: по состоянию на 2014 год однополые половые акты наказываются лишением свободы в 70 странах и смертью в ещё 5 странах, — и эти правовые запреты не позволяют ЛГБТ-жертвам домашнего насилия сообщать о фактах преступления властям. В свете решения Верховного суда 2003 года 13 штатов США, по состоянию на 2013 год, отказались исключить законы о содомии из законодательства.
Люди в однополых отношениях сталкиваются с особыми препятствиями в решении проблем, которые некоторые исследователи назвали «двойным шкафом». Канадское исследование Марка Лемана (англ. Mark W. Lehman), проведённое в 1997 году, предполагает, что сходства включают частоту (примерно один случай на каждые четыре пары), проявления, сопутствующие ситуации, реакция пострадавших и причины сохранения отношений. Исследования, проведённые Университетом Эмори в 2014 году, позволили выявить 24 причины насилия со стороны партнёра с помощью интернет опросов, начиная от наркотиков и алкоголя до дискуссий о безопасном сексе. Основная тема власти и контроля, по-видимому, лежит в основе насилия как в гетеросексуальных, так и в гомосексуальных отношениях.
В то же время, как правило, присутствуют значительные различия, уникальные проблемы и обманчивые мифы. Леман в своём опросе 1997 года указывает на дополнительную дискриминацию и страхи, с которыми могут столкнуться геи и лесбиянки. Это включает в себя потенциальный отказ со стороны полиции и некоторых социальных служб, отсутствие поддержки со стороны сверстников, страх привлечения негативной стигмы к ЛГБТ-сообществу, влияние статуса ВИЧ/СПИДа на сохранение партнёрских отношений (из-за медицинской страховки и доступа к ней, или вины), боязнь аутинга, и столкновения со службами поддержки, которые предназначены или структурированы для нужд гетеросексуальных женщин и могут не отвечать потребностям геев или лесбиянок. Данные службы могут заставить жертв ЛГБТ чувствовать себя ещё более изолированными и неправильно понятыми, чем они уже себя чувствуют из-за своего статуса меньшинства. Леман, однако, заявил, что «из-за ограниченного числа возвращённых ответов и методологии неслучайной выборки результаты этой работы не могут быть обобщены за пределы выборки» из 32 первоначальных респондентов и последующих 10, которые прошли более углублённый опрос. В частности, сексуальные стрессоры и ВИЧ/СПИД-статус стали существенными различиями в насилии со стороны однополых партнёров.

### Незарегистрированные случаи
Домашнее насилие является одним из самых недооценённых преступлений в мире как среди мужчин, так и среди женщин. В обзорной статье, опубликованной в 2011 году исследователем насилия со стороны интимного партнёра, Ко Лин Чаном (англ. Ko Ling Chan) было обнаружено, что мужчины склонны занижать информацию о собственном домашнем насилии, в то время как женщины чаще недооценивают свою виктимизацию и переоценивают собственное насилие. Было установлено, что финансовая зависимость или зависимость от семьи, нормализация насилия и самообвинения снижают вероятность сообщение женщины о виктимизации. Напротив же, страх и уклонение от правовых последствий, склонность обвинять своего партнёра и нарративная ориентация на свои собственные потребности и эмоции снижают вероятность, что мужчины сообщат о совершении насилия.
Исследование, проведённое в 2014 году в 28 государствах-членах Европейского Союза, показало, что только 14 % женщин сообщили о наиболее серьёзных случаях насилия со стороны интимного партнёра в полицию. В отчёте 2009 года о домашнем насилии в Северной Ирландии было установлено, что «недонесение является проблемой, и домашнее насилие является наименее вероятным из всех насильственных преступлений, о которых сообщают в полицию».
Мужчины сталкиваются с дополнительными гендерными барьерами при сообщениях о насилии, из-за социальных стигматизаций в отношении виктимизации мужчин и повышенной вероятности того, что медицинские работники станут их игнорировать.

## Влияние и факторы

### Социальные взгляды

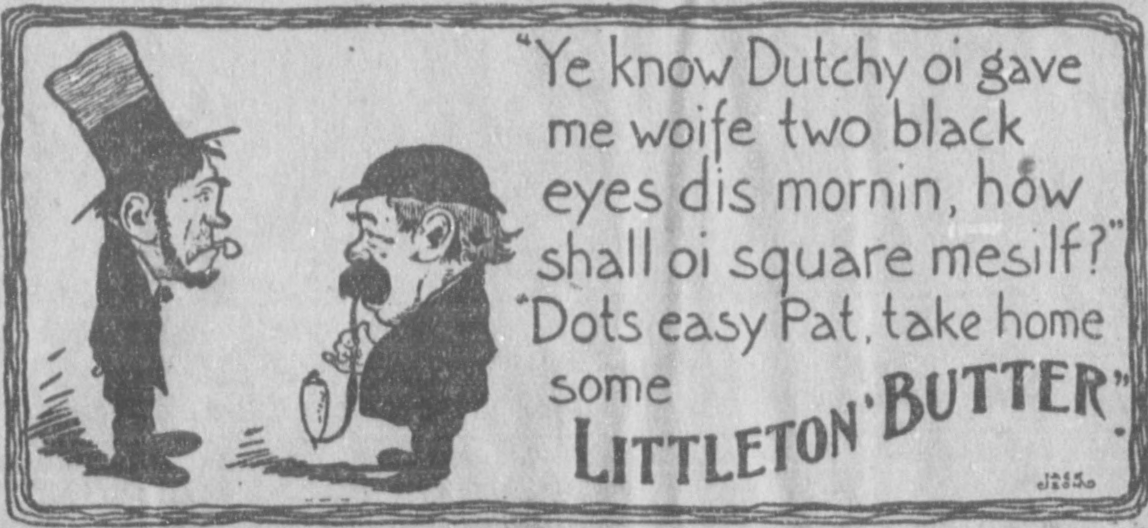
В этой рекламе Littleton Butter 1903 года насилие в семье изображается как неловкое, но нормальное явление

Доля женщин, считающих, что муж имеет право избивать свою жену

Социальные взгляды на насилие в семье варьируются от человека к человеку и от региона к региону, но во многих местах за пределами Запада концепция очень плохо понята. Это связано с тем, что в большинстве этих стран отношения между мужем и женой считаются не равными, а отношения, в которых жена должна подчиняться мужу. Это кодифицировано в законах некоторых стран — например, в Йемене в положениях о браке говорится, что жена должна подчиняться мужу и не должна выходить из дома без его разрешения.
Согласно «Насилию в отношении женщин в семьях и отношениях» (англ. Violence against women in families and relationships), «во всём мире избиение жен считается оправданным в некоторых обстоятельствах большинством населения разных стран, чаще всего в ситуациях фактической или предполагаемой неверности со стороны жен или их „непослушания“ по отношению к мужу или партнёру». Эти насильственные действия в отношении жены часто не рассматриваются обществом (как мужчинами, так и женщинами) как форма жестокого обращения, а считаются спровоцированными поведением жены, которая рассматривается как виновница преступления. Хотя избиение жен часто является ответом на «неуместное» поведение, во многих местах экстремальные действия, такие как убийства чести, одобряются большой частью общества. В одном опросе 33,4 % подростков Аммана, столицы Иордании, одобрили убийства чести. Это исследование было проведено в столице Иордании, которая намного либеральнее, чем другие части страны. Исследователи обратили внимание на то, что скорее всего «в более сельских и традиционных частях Иордании поддержка убийств чести будет ещё выше».
В газете The Washington Post за 2012 год сообщалось: «Группа Reuters TrustLaw назвала Индию одной из худших стран мира в этом году для женщин, отчасти потому, что домашнее насилие там часто рассматривается как заслуженное. В докладе ЮНИСЕФ за 2012 год было установлено, что 57 процентов индийских мальчиков и 53 процента девочек в возрасте от 15 до 19 лет считают избиение жены оправданным».
В консервативных культурах жена, одевающаяся в одежду, которая считается недостаточно скромной, может подвергнуться серьёзному насилию со стороны своего мужа или родственников, при этом такие насильственные действия считаются уместными большинством общества: в ходе опроса 62,8 % женщин в Афганистане сказали, что муж вправе избивать свою жену, если она носит неподходящую одежду.

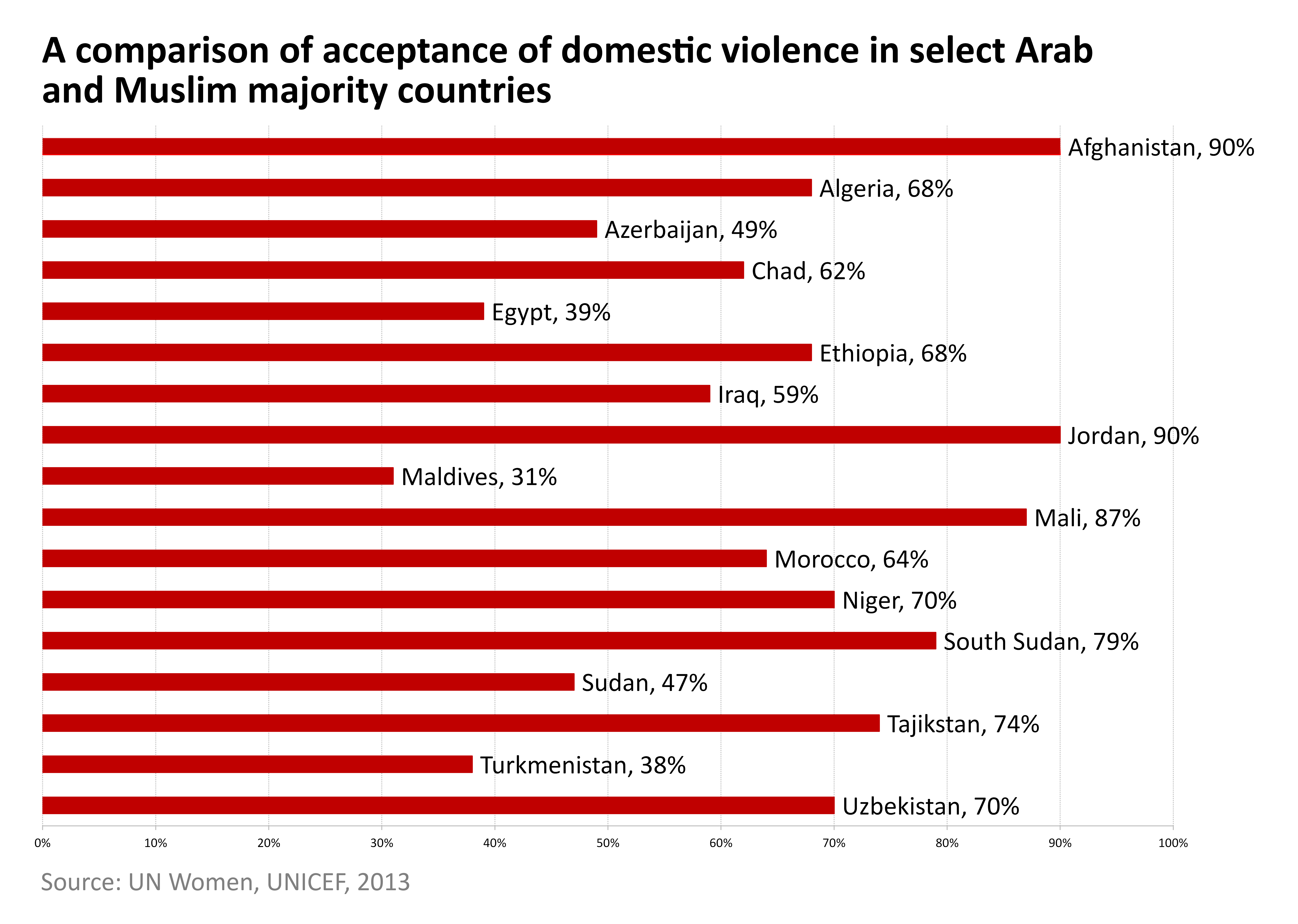
Признание права партнёра-мужчины бить или избивать партнёра-женщину среди женщин в возрасте 15—49 лет в отдельных странах, ЮНИСЕФ, 2013 г.

По словам Антонии Парвановой, одна из трудностей юридического решения проблемы с домашним насилием состоит в том, что мужчины во многих обществах, где доминируют мужчины, не понимают, что причинение насилия своим женам противоречит закону. Она рассказала, ссылаясь на случай, который произошёл в Болгарии: «Мужа судили за жестокое избиение своей жены, и когда судья спросил его, понимает ли он, что делает, и извиняется ли он, муж ответил: „Но она же моя жена“. Он даже не понимал, что он не имеет права избивать её». ЮНФПА пишет, что: «В некоторых развивающихся странах практика подчинения и причинения вреда женщинам, например избиение жен, убийства чести, калечащие операции на женских половых органах/обрезания и убийства из-за приданого — считаются частью естественного порядка вещей».
Устойчивые взгляды населения в некоторых обществах на то, что в случаях домашнего насилия примирение является более уместным, чем наказание, также являются ещё одной причиной юридической безнаказанности; исследование показало, что 64 % государственных чиновников в Колумбии заявили, что если бы в их руках было дело о насилии со стороны интимного партнёра, они предприняли бы действия, чтобы побудить стороны к примирению.
Обвинение жертв также распространено во многих обществах, в том числе в западных странах: исследование Eurobarometer 2010 года показало, что 52 % респондентов согласились с утверждением, что «провокационное поведение женщин» является причиной насилия в отношении женщин; более 70 % респондентов из Кипра, Дании, Эстонии, Финляндии, Латвии, Литвы, Мальты и Словении, скорее всего, согласны с этим утверждением.

### Религия
Существует противоречия относительно влияния религии на домашнее насилие. Иудаизм, христианство и ислам традиционно поддерживают семьи, в которых доминируют мужчины, так же имеет влияние, что «социально санкционированное насилие в отношении женщин было постоянным явлением с древних времён».
Католическая церковь подверглась критике за противодействие разводу и, следовательно, помощи жертвам насилия в принудительных браках.
Мнения о влиянии религии на насилие в семье различны. В то время как некоторые авторы, такие как Филлис Чеслер, утверждают, что ислам связан с насилием в отношении женщин, особенно в форме убийств чести, другие, такие как Тахира Шахид Хан (англ. Tahira Shahid Khan), профессор, специализирующийся на проблемах женщин в университете Ага Хана в Пакистане, утверждают, что именно доминирование мужчин и низкий статус женщин в обществе, а не сама религия, приводят к данным проблемам. Публичный, например, через СМИ, и политический дискурс, обсуждающий связь между исламом, иммиграцией и насилием в отношении женщин, весьма спорен во многих западных странах.

### Обычаи и традиции

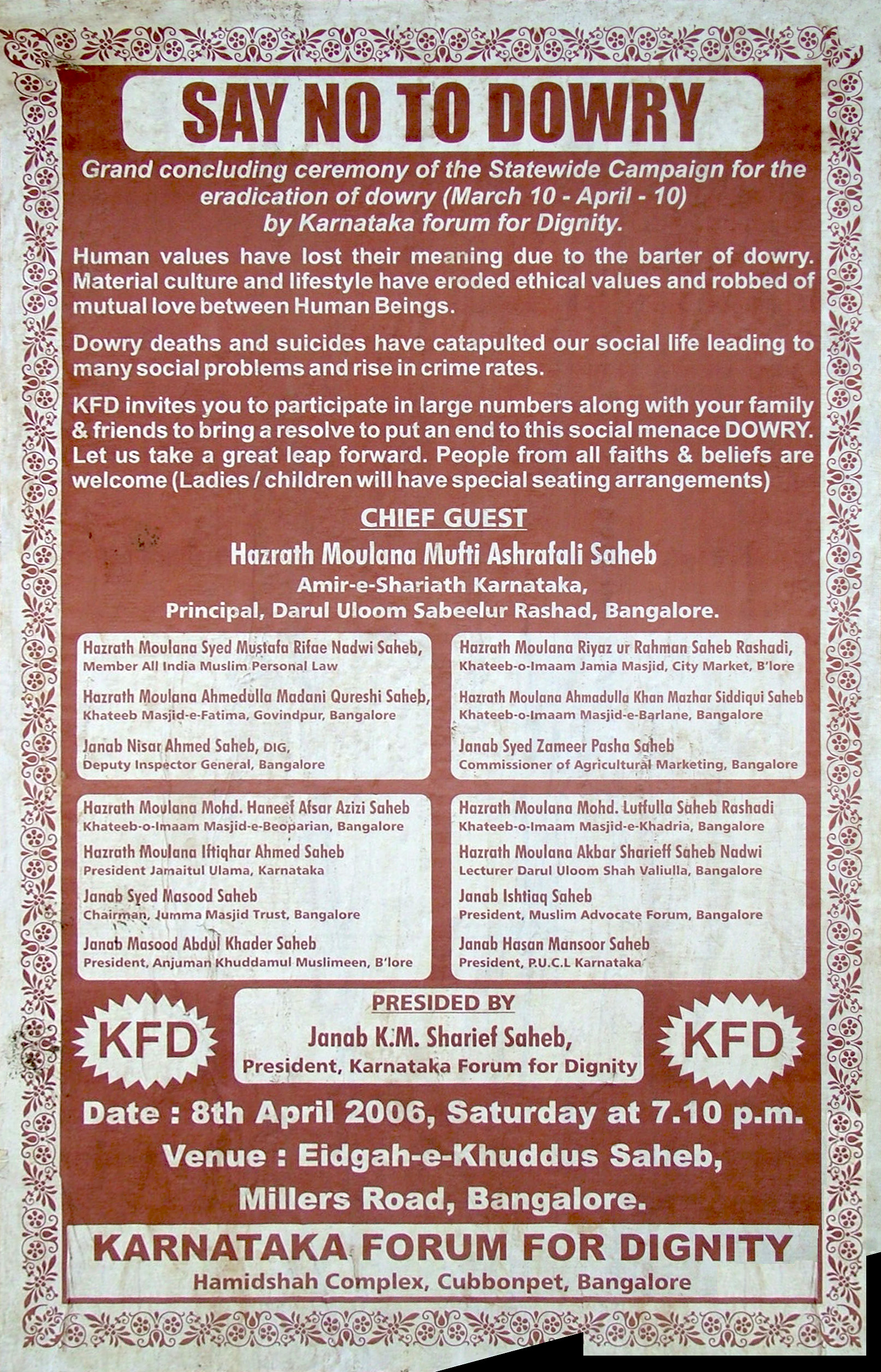
Плакат против приданого в Бангалоре, Индия

Местные обычаи и традиции часто ответственны за поддержание определённых форм домашнего насилия. Например, когда семья предпочитает сына, а не дочь, что широко распространено в некоторых частях Азии, может привести к жестокому обращению с девочками и пренебрежению ими со стороны разочарованных членов семьи. Также c домашним насилием связывают иерархическую кастовую систему, которая стигматизирует «низшие касты» и «неприкасаемых», что ведёт к дискриминации, ограничению возможностей женщин и, таким образом, делает их более уязвимыми для жестокого обращения. Местные обычаи и традиции описывают и строгие дресс-коды для женщин, которые могут применяться в результате насилия со стороны членов семьи. Отдельно выделяют жёсткие требования к девственности женщин перед свадьбой и насилие, по отношению к женщинам и девочкам не отвечающим данным требованиям; табу о менструации приводящее к тому, что женщины изолируются и избегаются в её время; калечение женских половых органов; идеологии «супружеских прав» на секс, которые оправдывают изнасилования в браке; важность, придаваемая «семейной чести»; приданое; а также детские и насильственные браки.
Согласно докладу Human Rights Watch за 2003 год, «обычаи, такие как плата „выкупа невесты“ (платёж, сделанный мужчиной семье женщины, на которой он хочет жениться), согласно которой мужчина по сути покупает сексуальные услуги и репродуктивные способности своей жены, подчёркивают социально санкционированное право мужчин диктовать условия секса и применять силу для этого».
В последние годы был достигнут прогресс в области борьбы с традиционными практиками, которые угрожают женщинам, а также в нескольких странах были приняты целевые законы. Так Межафриканский комитет по традиционным практикам, затрагивающим здоровье женщин и детей, являющийся неправительственной организацией, работает над изменением социальных ценностей, повышением сознательности, и принятие законов против вредных традиций, которые влияют на здоровье женщин и детей в Африке. И, например, в Уголовном кодексе Эфиопии 2004 года появилась глава о вредных традиционных видах практики. Кроме того, Совет Европы принял конвенцию, которая касается домашнего насилия и насилия в отношении женщин, и призывает государства, ратифицировавшие его, создать и полностью вынести решение по законам против актов насилия, ранее оправданных традициями, культурой, обычаями, во имя чести, или же исправить то, что считается неприемлемым поведением. Организация Объединённых Наций разработала «Справочник по эффективному реагированию полиции на насилие в отношении женщин» (англ. Handbook on Effective police responses to violence against women), в котором содержатся руководящие указания по борьбе и работе с насилием посредством разработки эффективных законов, политики и практики правоохранительных органов и общественных мероприятий, направленных на разрушение социальных норм, оправдывающих насилие, криминализацию насилия и создания системы эффективной поддержки для жертв насилия.
В культурах, где полиция и правоохранительные органы имеют репутацию коррупционеров и имеются факты злоупотреблений с их стороны, жертвы домашнего насилия зачастую неохотно обращаются к формальной помощи.

### Отношение к насильственным и детским бракам
Насильственный брак — это брачный союз, в который один или оба супруга вступают без добровольного согласия или же против своей воли. Во многих частях мира часто бывает трудно провести грань между «принудительным» браком и браком «по обоюдному согласию»: во многих культурах (особенно в Южной Азии, на Ближнем Востоке и в некоторых частях Африки) браки заключаются заранее, часто сразу как только девочка рождается. Идея о том, что девушка идёт против воли своей семьи и самостоятельно выбирает своего будущего мужа, социально не принята — нет необходимости использовать угрозы или насилие для принуждения к браку, будущая невеста подчинится, потому что у неё просто нет другого выбора. Как и в случае детских браков, такие обычаи как «приданое» и «выкуп невесты» способствуют этому явлению.
Насильственные и детские браки связаны с высоким уровнем домашнего насилия. Такие типы браков сопряжены как с супружеским насилием, совершаемым в браке, так и с насилием, связанным с обычаями и традициями этого брака: акты насилия и торговля людьми, связанные с выплатой приданого и выкупом невесты, а также убийства в защиту чести за отказ от брака.
Детский брак — это брак, в котором одна или обе стороны моложе 18 лет. ЮНФПА заявляет: «Несмотря на практически всеобщие обязательства по прекращению детских браков, каждая третья девушка в развивающихся странах (исключая Китай), вероятно, будет замужем до достижения 18-летнего возраста. Каждая из девяти девочек будет замужем до своего 15-летия». По оценкам ЮНФПА, «в 2010 году более 67 миллионов женщин в возрасте от 20 до 24 лет были замужем уже девочками, половина из которых были в Азии, а одна пятая — в Африке». Фонд также говорит, что «в следующем десятилетии каждый год будут заключать брак 14,2 миллионов девушек моложе 18 лет, это означает, что каждый день выходить замуж будут 39 000 девочек, и эта цифра возрастёт в среднем до 15,1 миллиона девушек в год, начиная с 2021 года до 2030 года, если нынешние тенденции сохранятся».

### Законодательство
Отсутствие адекватного законодательства, криминализирующего домашнее насилие, или же альтернативного законодательства, запрещающего договорные отношения, может помешать прогрессу в снижении уровня домашнего насилия. Генеральный секретарь Amnesty International заявил: «Невероятно, что в двадцать первом веке некоторые страны потворствуют детским бракам и изнасилованиям в браке, в то время как другие запрещают аборты, секс вне брака и однополые сексуальные отношения — за совершение которых предусмотрена смертная казнь». По данным ВОЗ, «одна из наиболее распространённых форм насилия в отношении женщин — это насилие со стороны мужа или партнёра-мужчины». ВОЗ отмечает, что такое насилие часто игнорируется, потому что часто «правовые системы и культурные нормы рассматривают это не как преступление, а скорее как личный семейный вопрос или обычную часть жизни». Криминализацию супружеской измены определяют как подстрекательство к насилию в отношении женщин, так как эти запреты часто предназначены, по закону или на практике, для контроля за поведением женщин, а не мужчин; и используются для рационализации актов насилия в отношении женщин. По словам Верховного комиссара по правам человека Нави Пиллэй: «Некоторые утверждают и продолжают утверждать, что домашнее насилие выходит за рамки концептуальных рамок международных прав человека. Однако в соответствии с международными законами и стандартами существует четкая обязанность государства поддерживать права женщин и обеспечивать свободу от дискриминации, которая включает в себя ответственность за предотвращение, защиту и возмещение ущерба — независимо от пола и независимо от положения человека в семье».

### Возможность покинуть отношения
Возможность жертвы домашнего насилия покинуть отношения имеет решающее значение для предотвращения дальнейшего жестокого обращения. В традиционных общинах разведённые женщины часто чувствуют себя отверженными и подвергаются остракизму. И чтобы избежать этой стигмы, многие женщины предпочитают оставаться в браке и терпеть насилие.
Дискриминационные законы, касающиеся брака и развода, также могут играть роль в распространении этой практики. По мнению Рашиды Манджу, специального докладчика Организации Объединённых Наций по вопросу о насилии в отношении женщин:

[В]о многих странах доступ женщины к собственности зависит от её отношений с мужчиной. Когда она разлучается со своим мужем или когда он умирает, она рискует потерять свой дом, землю, предметы домашнего обихода и другое имущество. Неспособность обеспечить равные имущественные права при раздельном жительстве или разводе удерживает женщин отказываться от браков, сопряжённых с насилием, поскольку женщины могут быть вынуждены выбирать между домашним насилием или нищетой на улице.
Оригинальный текст (англ.)in many countries a woman's access to property hinges on her relationship to a man. When she separates from her husband or when he dies, she risks losing her home, land, household goods and other property. Failure to ensure equal property rights upon separation or divorce discourages women from leaving violent marriages, as women may be forced to choose between violence at home and destitution in the street.

Юридическая невозможность получить развод также является фактором распространения домашнего насилия. В некоторых культурах, где браки заключаются по договорённости между семьями, женщина, которая пытается разойтись или развестись без согласия своего мужа и расширенной семьи или родственников, может подвергнуться риску насилия на почве «чести».
Обычай выкупа невесты также усложняет выход из брака: если жена хочет уйти, муж может потребовать вернуть выкуп с семьи невесты.
В развитых странах, таких как Великобритания, жертвы домашнего насилия могут испытывать трудности с получением альтернативного жилья, что тоже может заставить их остаться в нездоровых отношениях.
Также высказывается мнение, что убежища для жертв домашнего насилия часто отказываются принимать домашних животных, и многие жертвы поэтому затягивают уход от обидчика из-за боязни того, что может случиться с их питомцами, если они уйдут.

### Индивидуальные права против семейных
Установленный баланс индивидуальных права членов семьи и прав семьи как правовой единицы, значительно различается в разных обществах. Это может влиять на степень готовности правительства расследовать семейные инциденты. В некоторых культурах отдельные члены семьи должны почти полностью жертвовать своими собственными интересами ради интересов семьи в целом. То, что рассматривается как ненадлежащее выражение личной автономии, считается неприемлемым. В этих культурах семья преобладает над индивидом, и там, где это взаимодействует с культурой чести, индивидуалистический выбор, который может нанести ущерб репутации семьи в обществе, может привести к суровому наказанию, такому как убийство чести.

### Иммиграционные политики
В некоторых странах иммиграционная политика завязана на существование официального брака между лицом, желающим получить гражданство, и своим спонсором. Это приводит к тому, что человек может оказаться в ловушке насильственных отношений — такие люди, если попытаются разойтись, могут быть подвергнуты депортации и обвинены в заключении фиктивного брака. Часто женщины приезжают из культур, в которых они могут пострадать от своих же семей, если расторгнут брак и вернутся домой. Поэтому они предпочитают оставаться замужем и быть запертыми в цикле насилия.

### Общины иммигрантов
Домашнее насилие может происходить в общинах иммигрантов, и зачастую в этих общинах мало кто знает о законах и политике принимающей страны. Исследование среди первого поколения южноазиатцев в Великобритании показало низкую осведомлённость о том, что представляет собой преступное поведение в соответствии с английским законодательством. Также было обнаружено, что у них «безусловно, не было осознания того, что в браке возможно изнасилование». Исследование, проведённое в Австралии, показало, что среди женщин-иммигрантов, которые подвергались насилию со стороны партнёров и не сообщали об этом, 16,7 % не знали о незаконности домашнего насилия, а 18,8 % не знали, что они могут получить защиту.

### Военные конфликты
Более десятка чиновников и экспертов связали резкое увеличение количества случаев бытового насилия на Украине с военным конфликтом на территории этого государства. По данным национальной полиций страны, за первые пять месяцев 2023 года было зафиксировано 349 355 случаев домашнего насилия по сравнению с 231 244 случаями за тот же период 2022 год. Рост составил 51%. Большая часть жертв — женщины. По мнению уполномоченной Украины по гендерной политике Катерины Левченко, увеличение спровоцировано психологическим напряжением и множеством трудностей из-за того, что люди потеряли всё. Эксперты в этой сфере прогнозируют дальнейшее усугубление проблемы по мере продолжения конфликта. Также они считают, что данная ситуация будет длиться достаточно долго, поскольку с фронта будут возвращаться травмированные солдаты.

## Причины
Одним из наиболее важных факторов домашнего насилия является убеждение в том, что насилие, будь то физическое или словесное, является приемлемым. Другие факторы включают злоупотребление психоактивными веществами, безработицу, проблемы с психическим здоровьем, отсутствие навыков по преодолению трудностей, изоляцию и чрезмерную зависимость от обидчика.

### Циклы насилия

#### Цикл насилия Уолкер

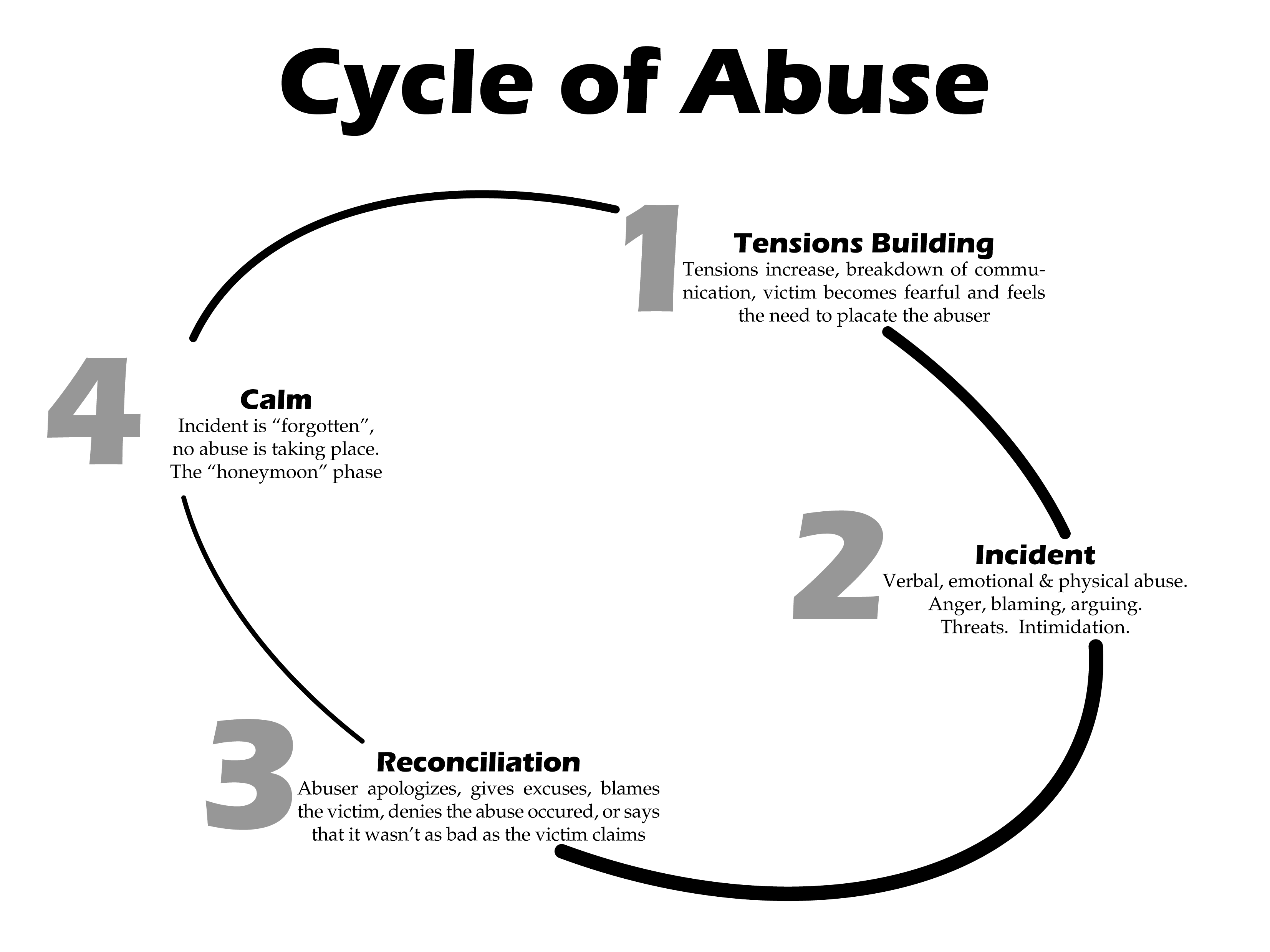
Фазы насилия в отношениях по теории Ленор Уолкер

Теория циклического характера насилия в отношениях была представлена в 1979 году американской исследовательницей Ленор Уолкер. Согласно её концепции, домашнее насилие — это повторяющийся с увеличением частоты цикл действий, включающий в себя 4 стадии: сначала наблюдается рост количества ссор и возрастает напряжённость до того момента, пока не произойдёт инцидент домашнего насилия. Затем — этап примирения, во время него обидчик может стать добрым и любящим, что, впоследствии, позволяет наступить периоду спокойствия. Во время стадии спокойствия, пострадавший может надеяться, что ситуация изменится. Но напряжение снова начинает нарастать, и цикл повторяется. С течением времени каждая стадия становится короче, вспышки жестокости учащаются и причиняют больший ущерб.

#### Насилие из поколения в поколение
Общим аспектом среди насильников является то, что они были свидетелями жестокого обращения в детстве, иными словами, они были участниками цепочки циклов домашнего насилия между поколениями. Это, напротив, не означает, что если ребёнок является свидетелем насилия или подвергается насилию, он станет насильником. Понимание и преодоление моделей насилия сквозь поколения может больше повлиять на уменьшение домашнего насилия, чем другие средства борьбы с ним.
Меры реагирования, ориентированные на детей, предполагают, что жизненный опыт влияет на склонность человека к участию в насилии в семье (как в качестве жертвы, так и преступника). Исследователи, поддерживающие эту теорию, предполагают, что полезно подумать о трёх источниках домашнего насилия: детская социализация, предыдущий опыт взаимоотношений в паре в подростковом возрасте и уровни напряжения в текущей жизни человека. Люди, которые наблюдают за тем, как их родители оскорбляют друг друга или сами подвергаются насилию, могут включать насилие в своё поведение и в отношениях, которые они устанавливают когда повзрослеют.
Исследования показывают, что чем больше дети наказываются физически, тем больше вероятность того, что они, будучи взрослыми, будут жестоко относиться к членам семьи, включая интимных партнёров. Люди, которых больше шлёпают в детстве, чаще, чем взрослые, одобряют избиение партнёра, а также чаще имеют опыт семейных конфликтов и испытывают чувство гнева. В ряде исследований было установлено, что физические наказания связаны с «более высоким уровнем агрессии в отношении родителей, братьев и сестёр, сверстников и супругов», даже при контроле других факторов. Хотя эти ассоциации не доказывают причинно-следственную связь, ряд лонгитюдных исследований показывают, что опыт физического наказания оказывает прямое причинно-следственное влияние на более поздние агрессивные поведения. Такие исследования показали, что телесные наказания детей (например, порка, шлепки или пощёчины) предсказывают более слабую интернализацию таких ценностей, как эмпатия, альтруизм и сопротивление искушению, а также более антисоциальное поведение, включая насилие на свиданиях.
В некоторых патрилинейных обществах по всему миру молодая невеста переезжает в семью своего мужа. Будучи новой девушкой в доме, она начинает с самой низкой (или одной из самых низких) позиций в семье, часто подвергается насилию и жестокому обращению и, в частности, строго контролируется родителями супруга: с приходом невестки в семью статус свекрови повышается, и теперь она имеет (часто впервые в своей жизни) значительную власть над кем-либо ещё, и «эта семейная система сама по себе имеет тенденцию порождать цикл насилия, в котором бывшая, пострадавшая от жестокости, невеста становится жестокой тёщей для своей новой невестки». Amnesty International пишет, что в Таджикистане «для свекрови это почти ритуал посвящения, чтобы подвергнуть свою невестку тем же мучениям, которые она пережила сама, будучи молодой женой».

### Злоупотребление психоактивными веществами
Домашнее насилие обычно сопровождается злоупотреблением алкоголем. Об употреблении алкоголя сообщается в качестве фактора у двух третей жертв домашнего насилия. Умеренно пьющие люди чаще совершают насилие над интимными партнёрами, чем малопьющие и непьющие; лица, которые пьют много или страдают алкоголизмом, вовлечены в наиболее хронические и серьёзные формы агрессии. Вероятность, частота и серьёзность физических нападений положительно коррелируют с употреблением алкоголя. В свою очередь, уровень насилия снижается после семейно-поведенческой терапии алкоголизма.

### Психопатология
Психологические теории о причинах домашнего насилия сконцентрированы на описании личностных особенностей. Типичные личностные черты насильников включают в себя склонность к внезапным взрывам гнева, низкую способность контролирования влечений и сниженную самооценку.
Исследования показали высокую распространённость психических расстройств среди домашних насильников. Д. Даттоном мужчины, жестоко обращающиеся со своими женами, были описаны как пограничные личности. Однако его психологические теории оспариваются: Р. Геллес предполагает, что психологические теории о домашнем насилии ограничены, и указывает, что согласно другим исследователям только 10 % (или меньше) мужчин соответствуют этому психологическому профилю. По его мнению, важны социальные факторы, в то время как черты личности и психические расстройства менее значимы.

### Социальные теории
Социальные теории рассматривают внешние факторы окружения правонарушителя, такие как структура семьи, стресс, социальное научение, а также включают теории рационального выбора.
Теория социального научения предполагает, что люди учатся, наблюдая и моделируя поведение других. При положительном подкреплении поведение продолжается. Если кто-то наблюдает за агрессивным поведением, у него больше шансов имитировать его. Если нет отрицательных последствий (например, жертва принимает насилие с покорностью), то поведение, скорее всего, продолжится.
«Теория ресурсов» была предложена Уильямом Гудом в 1971 году. Женщины, которые в наибольшей степени зависят от супруга в плане экономического благополучия (например, домохозяйки, женщины с физическими недостатками или безработные), и которые, в первую очередь, ухаживают за своими детьми, опасаются увеличения финансового бремени, если они выйдут из брака. Зависимость означает, что у них меньше возможностей и ресурсов, которые могут помочь справиться с поведением супруга или изменить его.
Пары, которые в равной степени разделяют власть, реже сталкиваются с конфликтами, а когда конфликт все же возникает, они реже прибегают к насилию. Если один из супругов желает контроля и власти в отношениях, он может прибегнуть к насилию. Это может включать принуждение и угрозы, запугивание, эмоциональное насилие, экономическое насилие, изоляцию, легкомысленное отношение к ситуации и обвинение супруга в проблемах, использование детей, например, угроза забрать их, а также поведение как «хозяин замка».
Также выделяют теорию неподчинения, иногда называемую теорией доминирования, являющиеся областью феминистской теории права, которая фокусируется на разнице во власти между мужчинами и женщинами. Теория неподчинения утверждает, что общество, и в особенности мужчины в обществе, используют половые различия между мужчинами и женщинами, чтобы увековечить этот дисбаланс сил. В отличие от других тем в рамках феминистской теории права, теория неподчинения уделяет особое внимание определённым видам сексуального поведения, включая контроль женской сексуальности, сексуальные домогательства, порнографию и насилие в отношении женщин в целом. Кэтрин Маккиннон утверждает, что теория неподчинения лучше всего решает именно эти конкретные проблемы, потому что они затрагивают «практически только» женщин. Маккиннон отстаивает теорию неподчинения по сравнению с другими теориями, такими как формальное равенство, реальное равенство и теория различий, потому что сексуальное насилие и другие формы насилия в отношении женщин не являются вопросом «сходства и различия», а, скорее, их лучше всего рассматривать как «более центральное неравенство» (англ. more central inequalities) для женщин.

#### Социальный стресс
Стресс может усиливаться, когда у человека сложная семейная ситуация, и он находится под постоянным давлением. Социальные стрессы из-за нехватки финансов или других подобных проблем в семье могут ещё больше усилить общую напряженность. Насилие не всегда вызывается стрессом, но может быть одним из способов реакции некоторых людей на стресс. В семьях и парах, живущих в бедности, могут чаще проявляться случаи домашнего насилия из-за повышенного стресса и конфликтов из-за финансовых вопросов. Некоторые предполагают, что бедность может помешать мужчине жить в соответствии со своим представлением об «успешном мужчине», и он боится потерять честь и уважение. Теория предполагает, что, когда он не может экономически содержать свою жену и сохранять контроль над ситуацией, он может обратиться к женоненавистничеству, злоупотреблению психоактивными веществами и преступлениям, как к способам выражения мужественности.
Однополые отношения могут испытывать аналогичные социальные факторы стресса. Кроме того, насилие в однополых отношениях было связано с интернализованной (внутренней) гомофобией, которая способствовала заниженной самооценке и гневу как у преступника, так и у жертвы. Интернализованная гомофобия также кажется препятствием для жертв, обращающихся за помощью. Так же и гетеросексизм может играть ключевую роль в домашнем насилии среди ЛГБТ-сообщества. Как социальная идеология, которая подразумевает, что «гетеросексуальность нормативна, морально выше и лучше, чем [гомосексуализм]», гетеросексизм может препятствовать оказанию услуг и вести к нездоровой самооценке в сексуальных меньшинствах. Гетеросексизм в юридических и медицинских учреждениях проявляется в случаях дискриминации, предубеждений и нечувствительности к сексуальной ориентации. Например, по состоянию на 2006 год семь штатов прямо отказали ЛГБТ-людям в возможности подавать заявки на запретительные приказы.

#### Власть и контроль
Власть и контроль в насильственных отношениях — это путь, при котором обидчики применяют физическое, сексуальное и другие формы насилия, чтобы получить контроль над отношениями.

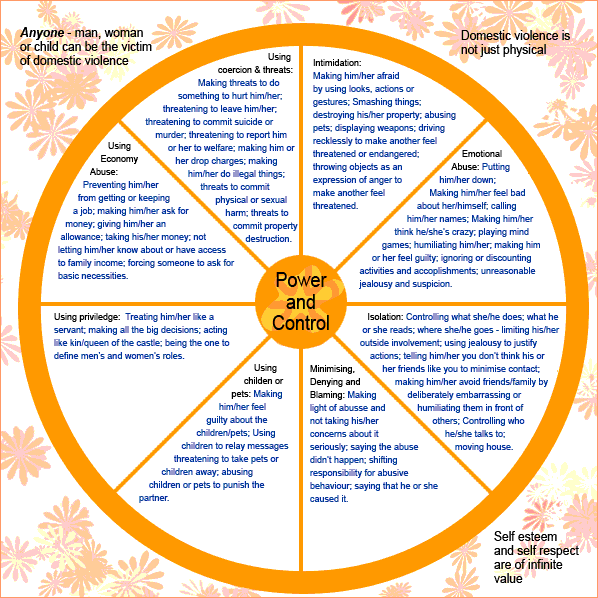
Cycle of abuse, power & control issues in domestic abuse situations (double click to enlarge)

Если посмотреть на домашнее насилие с точки зрения причины-следственной связи, то можно увидеть, что это стратегия получения или сохранения власти и контроля над жертвой. Такая точка зрения согласуется с теорией «затраты-выгоды» Бэнкрофта, согласно которой насилие вознаграждает преступника способами, отличными от простого осуществления власти над своей целью, или в дополнение нему. Он приводит доказательства в поддержку своего аргумента о том, что в большинстве случаев насильники вполне способны контролировать себя, но по разным причинам предпочитают этого не делать.
Иногда один человек стремится к полной власти и контролю над своим партнёром и использует для этого разные способы, в том числе прибегая к физическому насилию. Преступник пытается контролировать все аспекты жизни жертвы, например, её социальные, личные, профессиональные и финансовые решения.
Вопросы власти и контроля являются неотъемлемой частью Дулутского проекта по борьбе с домашним насилием. Они разработали «Колесо власти и контроля» описывающие методы власти и контроля, для возможности проиллюстрировать проблему.
Критики этой модели утверждают, что она игнорирует исследования, связывающие домашнее насилие со злоупотреблением психоактивными веществами и психологическими проблемами.

## Влияние

### На детей

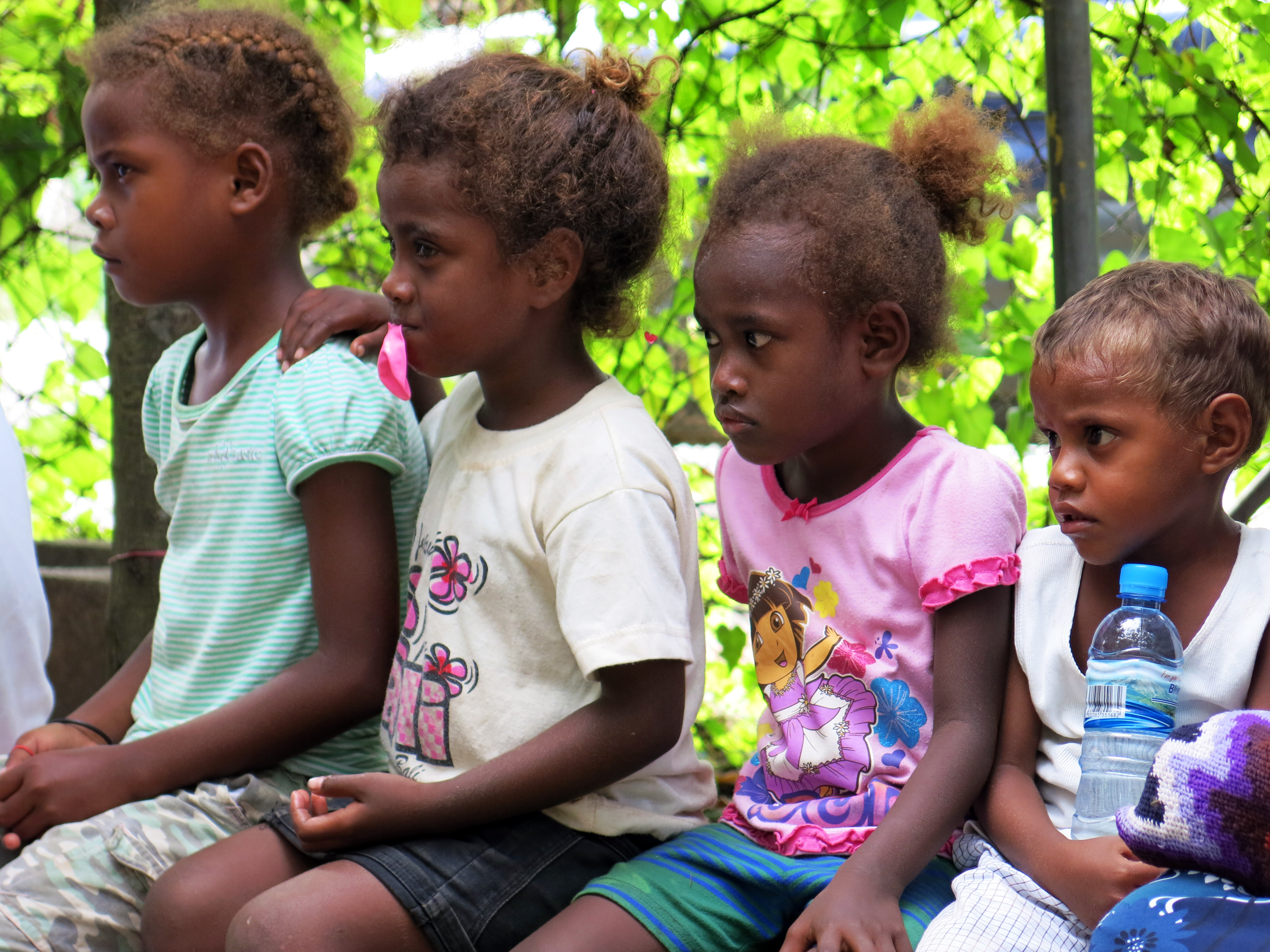
Дети на Соломоновых Островах смотрят спектакль о насилии основанном на гендерном различии

Растет понимание того, что ребёнок, который подвергается домашнему насилию во время воспитания, будет страдать от психологических нарушений и нарушений развития. В середине 1990-х годов «исследование неблагоприятного детского опыта» (ACE) показало, что дети, которые подвергались домашнему насилию и другим формам жестокого обращения, имели более высокий риск развития психических и физических проблем со здоровьем. Из-за осознания домашнего насилия, с которым сталкиваются некоторые дети, оно обычно влияет и на эмоциональное, социальное, поведенческое и когнитивное развитие ребёнка.
Некоторые эмоциональные и поведенческие проблемы, которые могут возникнуть в результате домашнего насилия, включают повышенную агрессивность, тревогу и изменения в том, как ребёнок общается с друзьями, семьей и властями. Депрессия, эмоциональная незащищенность и расстройства психического здоровья могут быть следствием травматических переживаний. Проблемы с отношением и познанием в школе могут начать развиваться вместе с отсутствием таких навыков, как решение проблем. Была обнаружена корреляция между опытом жестокого обращения и пренебрежения заботой в детстве и совершением домашнего и сексуального насилия во взрослом возрасте. Дети и подростки, ставшие свидетелями домашнего насилия, могут перенимать подходящую гендерную модель поведения и воспроизводить её в следующем поколении.
Кроме того, в некоторых случаях насильники намеренно оскорбляют мать или отца на глазах у ребёнка, чтобы вызвать волновой эффект, причиняя боль двум жертвам одновременно. Дети могут вмешаться, если станут свидетелями жестокого насилия в отношении родителей, что может подвергнуть их ещё большему риску травмы или смерти. Было обнаружено, что дети, ставшие свидетелями нападения на мать, с большей вероятностью проявляют симптомы посттравматического стрессового расстройства (ПТСР). Последствия для этих детей, вероятно, будут более серьёзными, если у их матери, подвергшейся нападению, разовьется посттравматическое стрессовое расстройство и она не обратится за лечением из-за того, что ей трудно помочь своему ребёнку справиться с его или её собственным опытом наблюдения за домашним насилием.

### Физическое

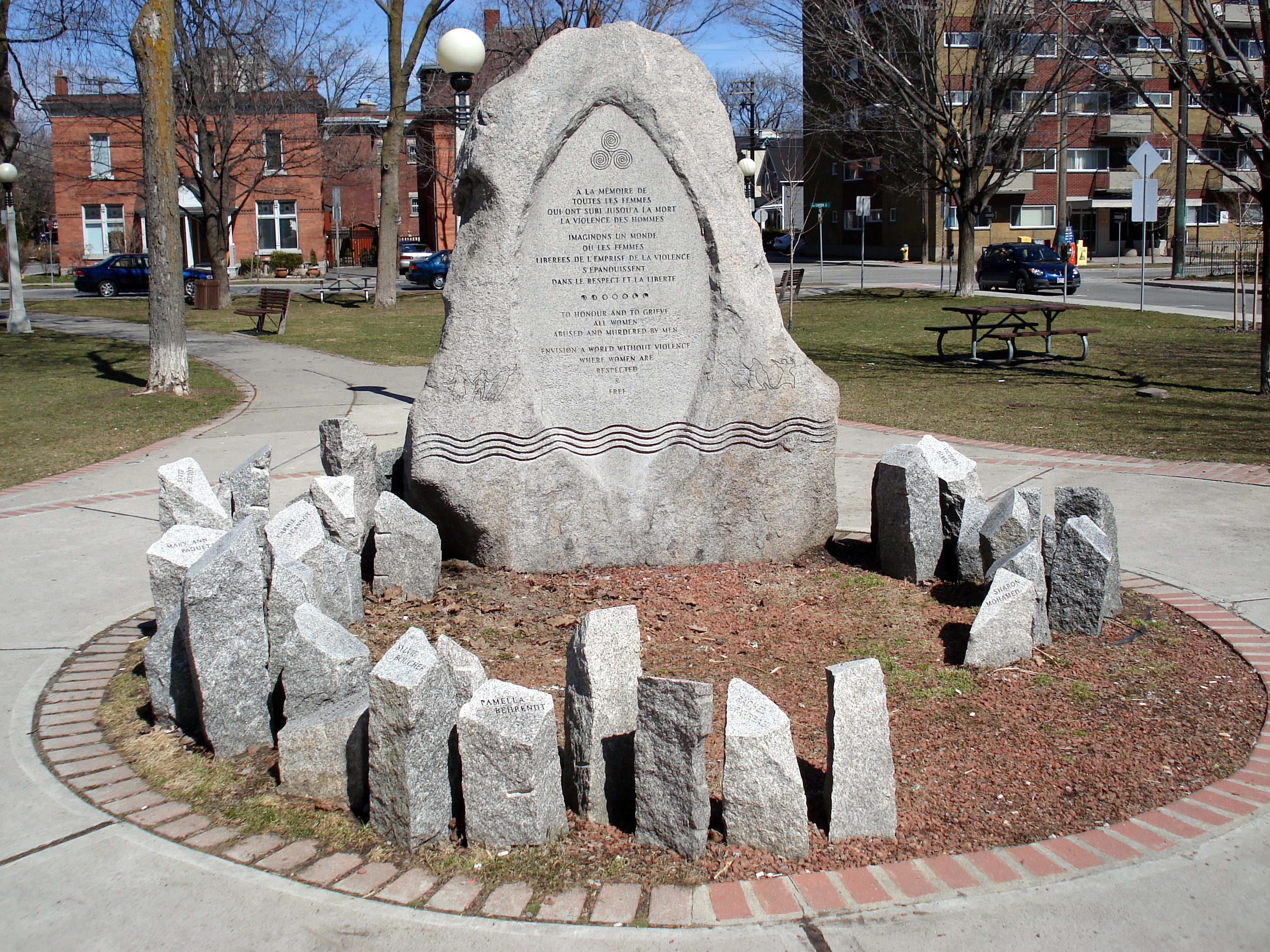
Памятник женщинам Оттавы, установлен 1992 году в Минто-парк в центре Оттавы в память о женщинах, убитых в результате домашнего насилия

Ушибы, переломы, травмы головы, порезы и внутреннее кровотечение — вот некоторые из острых последствий инцидентов, связанных с домашним насилием, которые требуют медицинской помощи и госпитализации. Хронические расстройства здоровья, выявленные у жертв домашнего насилия, включают артрит, синдром раздраженного кишечника, хроническую боль, боль в области таза, язвы и мигрени. Жертвы, беременные во время домашнего насилия, подвергаются большему риску выкидыша, преждевременных родов, травм или смерти плода.
Новое исследование показывает, что существует сильная связь между домашним насилием или жестоким обращению во всех формах и более высоким уровнем многих хронических состояний. Наиболее убедительные доказательства получены из «Исследования неблагоприятного детского опыта», которое показывает корреляцию между жестоким обращением или пренебрежением в детстве и более высокими показателями хронических состояний в зрелом возрасте, поведением, сопряженным с повышенным риском для здоровья, и сокращением продолжительности жизни. Доказательства связи между физическим здоровьем и насилием в отношении женщин накапливаются с начала 1990-х годов.

### ВИЧ/СПИД
| Нет данных <0,10 0,10—0,5 0,5—1 | 1—5 5—15 15—50 |

Расчетная распространённость ВИЧ среди молодых людей (15-49 лет) в % на страну по состоянию на 2011 г.
Нет данных
<0,10
0,10—0,5
0,5—1
1—5
5—15
15—50

Всемирная организация здравоохранения заявила, что женщины, страдающие от насилия, подвергаются значительно более высокому риску заражения ВИЧ/СПИДом. ВОЗ заявляет, что женщины, состоящие в насильственных отношениях, с трудом могут договориться о более безопасном сексе со своими партнёрами, их часто заставляют заниматься сексом, и им трудно попросить о подобающем тестировании, когда они думают, что могут быть инфицированы ВИЧ. Десятилетия перекрестных исследований, проведённых в Руанде, Танзании, Южной Африке и Индии, неизменно показало, что женщины, подвергшиеся насилию со стороны партнёра, с большей вероятностью могут быть инфицированы ВИЧ. ВОЗ в 2004 году заявила, что:

Есть веские основания положить конец насилию со стороны интимного партнёра как само по себе, так и уменьшить уязвимость женщин и девушек к ВИЧ/СПИДу. Доказательства связи между насилием в отношении женщин и ВИЧ/СПИДом подчеркивают, что существуют прямые и косвенные механизмы, с помощью которых они взаимодействуют.
Оригинальный текст (англ.)There is a compelling case to end intimate partner violence both in its own right as well as to reduce women and girls' vulnerability to HIV/AIDS. The evidence on the linkages between violence against women and HIV/AIDS highlights that there are direct and indirect mechanisms by which the two interact.

В однополых отношения случаи домашнего насилия также влияют на статус ВИЧ/СПИДа. Исследования Хайнца и Мелендеса показали, что лица одного пола могут испытывать трудности с обсуждением темы безопасного секса по таким причинам, как «снижение восприятия контроля над сексом, страх перед насилием и неравное распределение власти…» В исследовании, из тех, кто сообщил о насилии, около 50 % сообщили о принуждении к сексу, из которых только половина сообщили об использовании мер для безопасного секса. Препятствия на пути к более безопасному сексу включали страх жестокого обращения и обман о методах безопасного секса. Исследование Хайнца и Мелендеса в конечном итоге пришло к выводу, что сексуальное насилие в однополых отношениях является серьёзной проблемой, приводящей к заражению ВИЧ/СПИДом, поскольку насилие снижает количество случаев безопасного секса. Кроме того, эти инциденты создают дополнительные страхи и стигму вокруг разговоров о безопасном сексе и определения своего статуса ЗППП.

### Психологическое
Среди жертв, которые всё ещё живут с теми, кто совершил над ними преступление, обычно отмечается высокий уровень стресса, страха и беспокойства. Депрессия также является обычным явлением, поскольку жертв заставляют чувствовать себя виноватыми за то, что они «спровоцировали» насилие, и они часто подвергаются сильной критике. Сообщается, что 60 % жертв соответствуют диагностическим критериям депрессии как во время, так и после прекращения отношений и имеют значительно повышенный риск самоубийства. Те, на кого нападают эмоционально или физически, часто также впадают в депрессию из-за чувства никчемности. Эти чувства часто сохраняются надолго, и предполагается, что многие из жертв находятся на терапии из-за повышенного риска суицида и других травмирующих симптомов.
Помимо депрессии, жертвы домашнего насилия также часто испытывают длительную тревогу и панику и могут соответствовать диагностическим критериям генерализованного тревожного расстройства и панического расстройства. Наиболее часто упоминаемым психологическим эффектом домашнего насилия является посттравматическое стрессовое расстройство. Посттравматическое стрессовое расстройство переживаемое жертвами характеризуется репереживаниями, навязчивыми образами, усиленным рефлексом четверохолмия, кошмарами и избеганием триггеров, связанных с насилием. Исследования показали, что важно учитывать влияние домашнего насилия и его психофизиологические последствия на женщин, которые являются матерями младенцев и маленьких детей. Несколько исследований показали, что посттравматическое стрессовое расстройство, связанное с межличностным насилием у матери, может, несмотря на все усилия травмированной матери, вмешаться в реакции ребёнка на домашнее насилие и другие травмирующие события.

### Финансовое
Как только жертвы покидают своего обидчика, они могут быть ошеломлены реальностью того, в какой степени насилие лишило их автономии. Из-за экономического насилия и изоляции у жертвы обычно очень мало собственных денег и мало людей, на которых они могут положиться, чтобы попросить помощи. Было показано, что это одно из крупных препятствий, с которыми сталкиваются жертвы домашнего насилия, и самый сильный фактор, который удерживает их того, чтобы бросить и уйти от преступников.
Помимо нехватки финансовых ресурсов, жертвы домашнего насилия часто не имеют специальных навыков, образования и подготовки, необходимых для поиска оплачиваемой работы, а также могут иметь несколько детей, которых нужно поддерживать. В 2003 году 36 крупных городов США назвали домашнее насилие как одну из основных причин бездомности в своих районах. Также сообщалось, что каждая третья женщина остаётся бездомной из-за разрыва насильственных отношений. Если жертва имеет возможность получить арендуемое жилье, вполне вероятно, что в её многоквартирном доме будет действовать политика «нулевой терпимости» к преступлениям, а такая политика может привести к выселению, даже если женщина является жертвой, а не виновником, насилия. В то время как количество приютов и общественных ресурсов, доступных жертвам домашнего насилия, значительно выросло, в этих агентствах часто мало сотрудников и сотни жертв, ищущих помощи, из-за чего многие жертвы остаются без помощи, в которой они нуждаются.
Женщины и дети, подвергающиеся домашнему насилию, терпят также профессиональный апартеид, им обычно отказывают в доступе к желаемой профессии. Партнёры-насильники могут ограничивать род деятельности и создавать профессиональную пустую среду, которая усиливает чувство низкой самооценки и низкой самоэффективности в способности жертв удовлетворительно выполнять повседневные задачи. Кроме того, на работу влияют функциональные потери, неспособность поддерживать необходимые профессиональные навыки и неспособность функционировать на рабочем месте. Часто жертвы очень изолированы от других отношений, например, у них мало или совсем нет друзей, что является ещё одним методом контроля у насильника.

### На вмешивающихся людей
Анализ, проведённый в США, показал, что 106 из 771 убийств офицеров в период с 1996 по 2009 год произошло во время вмешательств при борьбе с домашним насилием. Из них 51 % был определён как неспровоцированный или что это были засады, имевшие место до того, как полицейские вступили в контакт с подозреваемыми. Ещё 40 % произошли после контакта, а остальные — во время тактических ситуаций (с захватом заложников и попытками преодоления баррикад). Система LEOKA ФБР сгруппировала смертельные случаи, связанные с реагированием на домашнее насилие, в категорию беспорядков, наряду с «драками в баре, делами банд и лицами, размахивающими оружием», что, возможно, привело к неправильному восприятию связанных с этим рисков.
Из-за тяжести и интенсивности рассказов жертв о жестоком обращении такие профессионалы как социальные работники, полиция, консультанты, терапевты, адвокаты, медицинские работники и судьи — сами подвергаются риску вторичной или викарной травмы, из-за, эмоционального вовлечение в общение с непосредственными участниками конфликта, в результате которой участвующий получает симптомы травмы, сходные с симптомами первоначальной жертвы после того, как он узнал о её насильственном опыте. Исследования показали, что профессионалы, которые пережили викарную травму, демонстрируют признаки усиленного рефлекса четверохолмия, сверхбдительности, кошмаров и навязчивых мыслей, хотя они не пережили травму лично и не подходят для клинического диагноза посттравматического стрессового расстройства.

## Работа с домашним насилием
Работа с домашним насилием может происходить с помощью медицинских служб, правоохранительных органов, консультаций и других форм профилактики и вмешательства. Участникам домашнего насилия может потребоваться медицинская помощь, например осмотр семейного врача, другого специалиста первичной медицинской помощи или врачей отделения неотложной помощи.
Консультации — ещё один способ справиться с последствиями домашнего насилия. Для жертвы насилия консультирование может включать оценку присутствия, степени и типов насилия. Оценка летальности — это инструмент, который может помочь в определении наилучшего курса лечения для клиента, а также помочь клиенту распознать опасное поведение и более изощренное насилие в его отношении. В исследовании о жертвах покушения на убийство, связанное с домашним насилием, только около половины участников признали, что преступник был способен убить их, поскольку многие жертвы домашнего насилия преуменьшают истинную серьёзность своего положения. Ещё одним важным компонентом является планирование безопасности, которое позволяет жертве строить предположения об опасных ситуации, с которыми она может столкнуться, и быть эффективной независимо от решения о том, оставаться ли со своим обидчиком.
Правонарушители также могут использовать консультации, чтобы свести к минимуму риск домашнего насилия в будущем или даже остановить насилие и исправить причиненный ими вред. На сегодняшний день, чаще всего, осужденные или самоназванные преступники реализуют программы для виновных в насилии со стороны интимного партнёра. Они проводятся в групповом формате, один или два часа в неделю в течение определённого периода времени. Координаторы программы проводят участников по учебной программе, состоящей из модулей в стиле обучения взрослых, в которых используются различные терапевтические подходы, но преимущественно когнитивно-поведенческая терапия и психообразование. Дискуссия об эффективности этих программ продолжается. В то время как некоторые (бывшие) партнёры насильников добились улучшения своего положения, другие — нет, и, похоже, также существует риск причинения вреда. Наряду с использованием групповой работы существуют и другие подходы, которые включают индивидуальные и совместные беседы, чтобы помочь остановить насилие и восстановить безопасность и уважение жертв.
Профилактика и вмешательства включают способы предотвращения домашнего насилия, предлагая безопасные убежища, кризисное вмешательство, информационно-разъяснительную работу, а также образовательные и профилактические программы. Обследование населения на предмет домашнего насилия может быть более систематическим в случаях жестокого обращения с животными, в медицинских учреждениях, отделениях неотложной помощи, психиатрических учреждениях и судебных системах. Также разрабатываются инструменты, облегчающие выявление домашнего насилия, например, мобильные приложения. «Модель Дулута» или «Проект по предотвращению домашнего насилия» — это программа, разработанная для снижения уровня домашнего насилия в отношении женщин, которая является междисциплинарной программой, разработанной для решения проблем домашнего насилия путем координации действий различных агентств, занимающихся домашними конфликтами.

## Профилактика

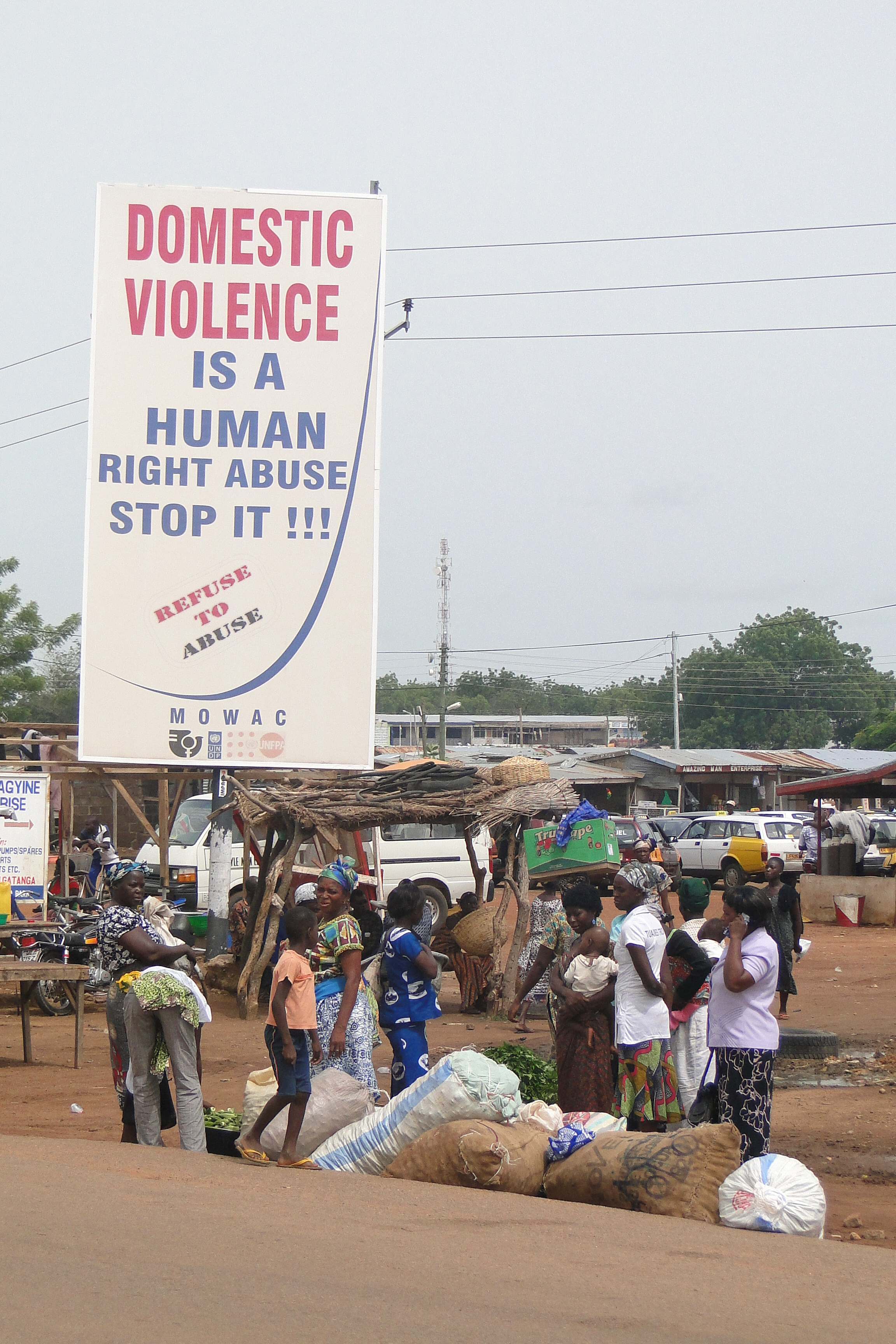
Плакат против домашнего насилия в Болгатанга, Гана

Существует несколько стратегий, которые используются для предотвращения или уменьшения случаев домашнего насилия. Важно оценивать эффективность реализуемой стратегии.
Важное значение имеет реформа законодательства, чтобы домашнее насилие подпадало под сферу действия закона. Это может означать отмену существующих законов, дискриминирующих женщин: согласно ВОЗ, «когда закон позволяет мужьям физически дисциплинировать жен, реализация программы по предотвращению насилия со стороны интимного партнера может иметь незначительное влияние». Брачные законы также важны: «Они [женщины] также должны иметь возможность свободно вступать в брак или выходить из него, получать финансовый кредит, а также владеть и управлять имуществом». Стоит отметить важность отмены или ограничения предложений и получения приданого и выкупа невесты, и тщательного изучения влияния этих операций на законодательные решения, касающиеся домашнего насилия. «ООН-женщины» заявили, что законодательство должно гарантировать, что «лицо, совершившее домашнее насилие, включая изнасилование в браке, не может использовать тот факт, что он заплатил выкуп за невесту в качестве защиты от обвинения в домашнем насилии».
Гендерные нормы, поощряющие неполноценность женщин, могут привести к жестокому обращению с женщинами со стороны интимных партнёров. ВОЗ пишет, что «разрушение иерархических конструкций мужественности и женственности, основанных на контроле над женщинами, и устранение структурных факторов, поддерживающих неравенство, вероятно, внесет значительный вклад в предотвращение сексуального насилия со стороны партнера».
По данным Центров по контролю и профилактике заболеваний США, «ключевой стратегией предотвращения домашнего насилия является поощрение уважительных, ненасильственных отношений через изменение отношения на индивидуальном, общинном и общественном уровнях». Программы раннего вмешательства, такие как школьные программы для предотвращения насилия на свиданиях также эффективны. Детей, которые растут в семьях, где царит насилие, могут заставить поверить в то, что такое поведение является нормальной частью жизни, поэтому важно изменить это отношение, когда оно присутствует.
Цель 16 в области устойчивого развития Организации Объединённых Наций — положить конец всем формам насилия, включая домашнее насилие, посредством глобальной пропаганды и спроса на эффективные институты. Совместная инициатива ООН и ЕС «В центре внимания» была запущена в 2016 году для продвижения этой цели устойчивого развития во всем мире с упором на развивающиеся страны и регионы. Инициатива «В центре внимания» воспринимается всеми партнёрами-исполнителями как критически важная для экономического и политического прогресса как в реализующих, так и в целевых обществах, поскольку ООН, ЕС и Казахстан должны оказать влияние на Центральную Азию и Афганистан.

### Юридические аспекты
В мировой практике существуют два основных подхода к проблеме предотвращения домашнего насилия: ресторативный, направленный на урегулирование конфликта и сохранение семьи, включающий модерируемые товарищеские суды и принудительные программы медицинской и психологической помощи, и карательный, направленный на разрушение цикла насилия (англ. breaking the cycle of violence) путём расторжения отношений между конфликтующими сторонами.
Во Франции в 2010 году был принят закон, предусматривающий уголовную ответственность за психологическое насилие  к партнёру или члену семьи. На Украине и в Кыргызстане сравнительно недавно принятые базовые законы о домашнем насилии работают пока с трудом.
В Беларуси профилактике домашнего насилия способствует вступивший в силу с 16 апреля 2014 года закон «Об основах деятельности по профилактике правонарушений», который разрешает временно выселить гражданина, совершившего домашнее насилие, из общего с пострадавшим жилого помещения. Только за 2015 года по этому закону в Беларуси было вынесено 1152 предписания, обязывающие граждан временно покинуть занимаемые ими жилые помещения.
Верховная Рада Украины в декабре 2017 года ввела уголовную ответственность за домашнее насилие, предусматривающую в качестве наказания от 150 часов общественных работ до двух лет тюрьмы. В определение домашнего насилия на Украине входят избиение, принуждение к интиму, психологическое давление и ограничение в деньгах на элементарные потребности. Закон распространяется также и на пары живущие в незарегистрированном браке. За принуждение к сожительству или браку в качестве наказания будет применяться тюремное заключение.
В России более сорока вариантов законопроекта о профилактике домашнего насилия были представлены в Государственную Думу Федерального Собрания РФ, но закон так и не был принят. Опубликованный в конце ноября 2019 года законопроект «О профилактике семейно-бытового насилия в Российской Федерации» стал предметом острой общественной полемики: сторонники принятия законопроекта считают нынешнюю редакцию слишком мягкой, в то время как противники рассматривают предусмотренные в нём меры как репрессивные и опасаются, что семейно-бытовым насилием можно будет признать «любое нормальное человеческое действие».

### По странам
- Домашнее насилие в Аргентине
- Домашнее насилие в Гайане
- Домашнее насилие в России

## Комментарии
1. ↑  Термины «жестокое обращение с женой», «избиение жены» и «рукоприкладство» — это описательные термины, которые в последнее время потеряли популярность по нескольким причинам:
  - Существует понимание того, что многие жертвы на самом деле не состоят в браке с обидчиком, а сожительствуют или имеют иные договоренности[22].
  - Насилие может быть не только физическим. Иные формы насилия могут происходить постоянно, в то время как физическое насилие случается время от времени. Эти формы насилия, которые не являются физическими, также могут привести к психическим заболеваниям, причинению себе вреда и даже попыткам самоубийства[23][24].
2. ↑   Обратите внимание, что женщина может не кровоточить при первом сексуальном контакте[89]. Секс до брака запрещен во многих странах, включая: Саудовскую Аравию, Пакистан,[90] Афганистан,[91][92][93] Иран,[93] Кувейт,[94] Мальдивы,[95] Марокко,[96] Оман,[97] Мавритания,[98] Объединённые Арабские Эмираты,[99][100] Катар,[101] Судан,[102] Йемен.[103]